# Liste d'œuvres d'art public à Montréal
 (juin 2022).
Si vous disposez d'ouvrages ou d'articles de référence ou si vous connaissez des sites web de qualité traitant du thème abordé ici, merci de compléter l'article en donnant les références utiles à sa vérifiabilité et en les liant à la section « Notes et références ».
Montréal possède une riche tradition d'art public. Inscrites de plain-pied dans le paysage urbain, les œuvres d'art public façonnent l'environnement de la métropole. Qu'elles soient intégrées aux parcs, aux places publiques, aux bibliothèques ou aux centres culturels, ces œuvres font partie du décor quotidien du montréalais ou du visiteur. Reflet de notre histoire, les œuvres d’art public de la métropole comprennent notamment des sculptures, des monuments, des bustes, des fontaines et des œuvres d’art contemporain. 

## Tableau synthèse
Le tableau suivant répertorie les œuvres d'art public des différents arrondissements de Montréal. Il est classé par défaut par auteur. Ce tableau exclut cependant les œuvres du métro de Montréal et du Montréal souterrain, ainsi que les œuvres intérieures des entreprises privées, les murales et l'art religieux. 
| Arrondissement                           | Localisation                                                      | Artiste                              | Œuvre                                                                            | Date | Matériau | Dimension                                     | Commentaire | Image |
| ---------------------------------------- | ----------------------------------------------------------------- | ------------------------------------ | -------------------------------------------------------------------------------- | ---- | --- | --------------------------------------------- | --- | ----- |
| Ville-Marie                              | Parc Jean-Drapeau, Île Notre-Dame                                 | Adam, Henri-Georges                  | Obélisque oblique                                                                | 1967 | Acier inoxydable | 5,46 × 1,60 × 1,90 m                          | L'œuvre se veut une expression contemporaine de l'obélisque. Elle est cependant inclinée et possède plusieurs facettes qui se terminent en pointe. Quatre structures métalliques sont enfilées dans le cône et pointent vers des directions différentes. |       |
| Ville-Marie                              | Square Dalhousie                                                  | Alloucherie, Jocelyne                | Porte de jour                                                                    | 2004 | Acier Corten | 2,98 × 3,50 × 10,70 m                         | L'œuvre évoque le passé historique du lieu. En forme de muraille, elle réfère à la porte de Québec qui délimitait au XVIIIe siècle l'ancienne ville fortifiée. Sa couleur de métal rouillé rappelle les anciennes fonctions du lieu, adjacent à la gare Dalhousie |       |
| Rosemont–La Petite-Patrie                | Jardin botanique                                                  | Alloucherie, Jocelyne                | Regarder les pommetiers                                                          | 2007 | Acier Corten | 2,94 × 6 × 1,82 m                             | Installation constituée de trois stèles verticales en acier et de deux blocs de granit horizontaux concaves. Les blocs sont une invitation au promeneur pour s'asseoir et regarder les pommiers alentour. |       |
| Ville-Marie                              | Musée des beaux-arts de Montréal                                  | Altmejd, David                       | L'œil                                                                            | 2011 | Bronze | 3,55 × 2,48 × 2,35 m                          | La sculpture représente un ange dans une pose qui rappelle les statues sur des places publiques en Europe. Le trou à la place du torse symbolise une porte d'entrée vers l'art, la culture et la connaissance. |       |
| Plateau-Mont-Royal                       | Intersections des rues Saint-Denis et Sherbrooke                  | Angers, Pierre Yves                  | Le Malheureux magnifique                                                         | 1972 | Ciment, fer, peinture | 3,40 × 2,35 × 3,10 m                          | Une figure recroquevillée, avec la tête qui repose sur les genoux et les mains derrière la nuque, laisse libre cours à l'interprétation de l'état d'esprit, comme l'indique la phrase qui accompagne la sculpture : « À ceux qui regardent à l'intérieur d'eux-mêmes et franchissent ainsi les frontières du visible. » |       |
| Ville-Marie                              | Parc Miville-Couture                                              | Angers, Pierre Yves                  | Les Clochards célestes                                                           | 1983 | Ciment, fer, peinture | 6,40 × 2,50 × 4,20 m                          | Le titre de l'œuvre est emprunté à un roman de Jack Kerouac. Une dédicace accompagne la sculpture : « À tous ceux et celles pour qui la réalité quotidienne n'est constituée que de l'inlassable quête de l'essentiel. » La sculpture constitue un hommage aux formes d’entraide qui cherchent à améliorer les conditions de vie des personnes itinérantes. |       |
| Rosemont–La Petite-Patrie                | Parc Guglielmo-Marconi                                            | Antoci, Rosario                      | La Source                                                                        | 1998 | Calcaire |                                               | L'œuvre est un monolithe qui s'élève au centre d'un bassin. Elle symbolise l'eau qui circule autant dans les profondeurs de la terre qu'à ciel ouvert. |       |
| Le Sud-Ouest                             | Place Roland-Proulx                                               | Arsenault, Denise                    | Discours du roi poète                                                            | 1982 | Calcaire | 2,33 × 0,56 × 0,63 m                          | L'œuvre est un hommage à Roland Proulx (1919-1980), peintre et musicien qui fut illustrateur et maquettiste à la Ville de Montréal pendant près de 30 ans. Elle présente des volumes géométriques simples dressés à la verticale et sculptés dans la pierre calcaire. |       |
| Ville-Marie                              | Place De La Dauversière                                           | Atelier TAG                          | Hommage à Jérôme Le Royer de La Dauversière                                      | 1999 | Acier Corten, acier inoxydable, verre trempé                                                                                   | 0,84 × 1,93 × 0,81 m                          | L'œuvre consiste en un panneau rectangulaire en acier Corten horizontal avec des inscriptions ajourées décrivant les noms des membres de la première famille de Ville-Marie. |       |
| Côte-des-Neiges–Notre-Dame-de-Grâce      | Bibliothèque interculturelle de Côte-des-Neiges                   | Baier, Nicolas                       | Chibouki                                                                         | 2006 | Impression à l'encre sur papier                                                                                                | 1,22 × 1,22 m                                 | L'œuvre consiste en une impression numérique de diverses touches de clavier d'ordinateur, numérisées et assemblées en une composition presque abstraite. Cette démarche de l'étirement du concret vers l'abstrait est typique de l'artiste. |       |
| Ville-Marie                              | Place Ville-Marie                                                 | Baier, Nicolas                       | Autoportrait/Selfportrait                                                        | 2012 | Acier, aluminium, nickel, verre trempé, matériaux mixtes                                                                       | 2,44 × 6,10 × 3,05 m                          | Sculpture installation sur le parvis de la Place Ville-Marie à l'occasion de son 50e anniversaire. |       |
| Rosemont–La Petite-Patrie                | Parc Dante                                                        | Balboni, Carlo                       | La mort de Dante                                                                 | 1921 | Bronze, granit | 3,90 × 2,50 × 2,10 m                          | Monument en hommage à Dante Alighieri. Le buste du poète est monté sur un piédestal entouré de ses ouvrages, dont la Divina Commedia tenu entre les mains. |       |
| Rivière-des-Prairies–Pointe-aux-Trembles | Parc de l'Hôtel-de-Ville                                          | Barbeau, Marcel                      | Les portes du regard I                                                           | 1990 | Acier, peinture | 3,69 × 1,82 × 1,22 m                          | L'œuvre consiste en une sculpture abstraite de couleur argentée, composée d'un assemblage de plans découpés, pliés, ajourés, évoquant une maison ou un bateau. |       |
| Ville-Marie                              | 82, rue Sherbrooke Ouest                                          | Barbeau, Marcel                      | Liberté                                                                          | 2010 | Acier, granit |                                               | Monument en l'honneur de 500 personnes emprisonnées durant la crise d'Octobre. |       |
| Saint-Laurent                            | Bibliothèque du Boisé                                             | Bélanger, Gwenaël                    | La Bourrasque                                                                    | 2013 | Acier inoxydable découpé au laser                                                                                              | 27 × 5,70 m                                   | L'œuvre murale est constituée de pièces d’acier inoxydable disposées en relief sur le mur adjacent à l'entrée comme s’ils étaient emportés par une bourrasque. Ces pièces (lettres, chiffres, figures, etc.) constituent des symboles qui réfèrent à la connaissance. |       |
| Ville-Marie                              | Chalet du Mont-Royal                                              | Bélanger, Octave                     | Champlain visite à nouveau le site de Montréal en 1611                           | 1931 | Peinture |                                               | Une des toiles ornant le grand hall du chalet. |       |
| Ville-Marie                              | Place Vauquelin                                                   | Bénet, Eugène Paul                   | Monument à Jean Vauquelin                                                        | 1927 | Bronze, granit | 6,80 × 4 × 4 m                                | Monument à la mémoire de Jean Vauquelin, lieutenant de vaisseau. Le monument le montre dans une fière attitude malgré la défaite. |       |
| Verdun                                   | Parc de West Vancouver                                            | Bergeron, Germain                    | Le cycliste                                                                      | 1990 | Acier | 4,25 × 1,40 × 5,39 m                          | Située près d'une piste cyclable, la sculpture représente de manière schématique un cycliste penché vers l'avant. |       |
| Verdun                                   | Le Jardin du Citoyen                                              | Bergeron, Germain                    | Le Tailleur de pierre                                                            | 1990 | Acier galvanisé, peinture, pierre                                                                                              | 5,49 × 3,66 × 3,66 m                          | L'œuvre consiste en une sculpture tubulaire rouge évoquant un tailleur de pierres en action. |       |
| Montréal-Nord                            | Boulevard Albert-Brosseau                                         | Besner, Jean-Jacques                 | Voiles                                                                           | 1990 | Acier inoxydable | 4,86 × 3,10 × 0,10 m et 4,88 × 2,75 × 0,13 m  | Voiles est un ensemble de 2 sculptures en acier inoxydable poli. Chacune est composée de quatre éléments juxtaposés en forme de triangle, évoquant ainsi les voiliers de la rivière adjacente. Conçus au départ pour pouvoir pivoter librement, les éléments sont maintenant fixes. |       |
| Ville-Marie                              | Place des arts                                                    | Bettinger, Claude                    | L'artiste est celui qui fait voir l'autre côté des choses                        | 1992 | Granit, acier inoxydable, verre, miroirs                                                                                       | 13 × 6,25 × 5,20 m                            | L'œuvre consiste en un grand cylindre vitré traversant l'esplanade extérieure devant l'entrée principale de la salle Wilfrid-Pelletier. De l'intérieur, le promeneur voit la façade de la salle et de l'extérieur, il peut observer l'activité souterraine. |       |
| Montréal-Nord                            | Intersection Pie-IX et Henri-Bourrassa                            | BGL                                  | La Vélocité des lieux                                                            | 2015 | Aluminium, acier galvanisé, acier inoxydable, plexiglas, lumières                                                              | 19 × 16 × 13 m                                | Des carcasses métalliques rappelant des autobus sont assemblées sur une grande roue, évoquant le flux routier et humain. |       |
| Ville-Marie                              | Grande Bibliothèque                                               | Blain, Dominique                     | Le lieu de la présence                                                           | 2005 | Verre dépoli, ampoules DEL, aluminium, miroir, reproductions photographiques, tables                                           |                                               | L'installation est composée de motifs de personnages qui marchent gravés sur des fenêtres de la bibliothèque. La phrase « Vous êtes ici » s'illumine à la tombée de la nuit. À l'intérieur, des plans d’archives du quartier à différentes époques sont reproduits sur des tables. |       |
| Lachine                                  | Parc du musée de Lachine                                          | Boisvert, Gilles                     | L'Arbre des générations                                                          | 1987 | Acier | 3,85 × 2,75 × 5,48 m                          | L'œuvre est composée de deux modules triangulaires : un premier avec plusieurs silhouettes en équilibre les unes sur les autres; un deuxième où trois personnages se donnent la main. Les silhouettes sont peintes en jaune, rouge, bleu et blanc. L'artiste cherche à illustrer les liens entre les structures sociales que sont la famille et les collectivités. |       |
| Lachine                                  | Parc René-Lévesque                                                | Boisvert, Gilles                     | Vire au vent                                                                     | 1988 | Acier | 4,95 × 6,10 × 2,95 m                          | Cette sculpture agit comme une girouette inspirée des accessoires d'aide à la navigation. La base évoque la forme des bouées et des phares. Au-dessus, un cadre rouge est orienté dans un axe nord-sud, comme une rose des vents. Au centre du cadre, une figure humaine dédoublée décrit la marche d'un homme. Une aile d'oiseau stylisée est installée sur son dos et fait pivoter la silhouette sur son axe indiquant ainsi la direction du vent tout comme une girouette. Le motif de l'aile se retrouve également sur les quatre faces de la base. |       |
| Plateau-Mont-Royal                       | Parc Lahaie                                                       | Bolduc, Catherine                    | Les anges domestiques                                                            | 2014 | Bronze | 3 sculptures de 3 m de haut                   | Trois sculptures en forme de portails évoquant les éléments architecturaux du quartier. |       |
| Ville-Marie                              | Chalet du Mont-Royal                                              | Borduas, Paul-Émile                  | Carte du site de Montréal par Champlain en 1611                                  | 1931 | Peinture |                                               | Une des toiles ornant le grand hall du chalet. |       |
| Ville-Marie                              | Chalet du Mont-Royal                                              | Borduas, Paul-Émile                  | Les anciennes possessions françaises en Amérique                                 | 1931 | Peinture |                                               | Une des toiles ornant le grand hall du chalet. |       |
| Ville-Marie                              | Chalet du Mont-Royal                                              | Borduas, Paul-Émile                  | Les voyages de Jacques Cartier au Canada en 1534 et 1535                         | 1931 | Peinture |                                               | Une des toiles ornant le grand hall du chalet. |       |
| Ville-Marie                              | Chalet du Mont-Royal                                              | Borduas, Paul-Émile                  | Montréal de 1645 à 1675                                                          | 1931 | Peinture |                                               | Une des toiles ornant le grand hall du chalet. |       |
| Ville-Marie                              | Chalet du Mont-Royal                                              | Borduas, Paul-Émile                  | Montréal en 1760                                                                 | 1931 | Peinture |                                               | Une des toiles ornant le grand hall du chalet. |       |
| Ville-Marie                              | Chalet du Mont-Royal                                              | Borduas, Paul-Émile                  | Plan d'Hochelaga par Jacques Cartier en 1535                                     | 1931 | Peinture |                                               | Une des toiles ornant le grand hall du chalet. |       |
| Rosemont–La Petite-Patrie                | Jardin botanique                                                  | Borduas, Paul                        | Sans titre                                                                       | 1961 | Acier peint | 1,50 × 1,50 × 0,52 m                          | D'après une illustration de Vittorio, l'œuvre représente un oiseau en forme de « U », effectuant un pas vers l'avant. Des feuilles d’acier recourbées dessinent la queue. |       |
| Ville-Marie                              | Chalet du Mont-Royal                                              | Boudot, Lucien                       | Jacques Cartier est reçu par le chef Agouhana                                    | 1931 | Peinture |                                               | Une des toiles ornant le grand hall du chalet. |       |
| Rivière-des-Prairies–Pointe-aux-Trembles | Bibliothèque Rivière-des-Prairies                                 | Bourassa, Guy                        | Parades parures                                                                  | 1999 | Tissu, aluminium, acier, bois, verre                                                                                           | 5,74 × 0,81 × 0,10 m                          | L'œuvre consiste en 14 boîtiers accrochés au mur en deux emplacements différents. Chaque boîtier de forme carrée présente le portrait d'un personnage fictif réalisé en aluminium sur un fond en tissu coloré. |       |
| Le Sud-Ouest                             | Parc Marguerite-Bourgeoys                                         | Bourgault, Pierre                    | Le village imaginé. « Le renard l'emporte, le suit à la trace... »               | 2005 | Aluminium, manganèse, chrome poli, acier                                                                                       |                                               | Il s'agit d'une installation composée de cinq éléments disséminés dans le parc. L'élément principal représente un nœud de ficelle évoquant un Ayarak, jeu de ficelle d'origine inuite. Quatre autres éléments représentant des maisons gravitent autour du nœud, métaphore du cœur du village, tandis que les maisons font écho aux débuts difficiles de la colonie. |       |
| Ville-Marie                              | Place De La Dauversière                                           | Bourgeau, Annick                     | Monument à Jean Drapeau                                                          | 2001 | Bronze, granit | 2,87 × 2 × 2 m                                | Monument en l'honneur de Jean Drapeau, maire de Montréal de 1954 à 1957 et de 1960 à 1986. |       |
| Mercier–Hochelaga-Maisonneuve            | Aréna Maurice-Richard                                             | Bourgeau, Annick                     | Monument à Maurice Richard                                                       | 1995 | Bronze | 2,21 × 3,27 × 1,82 m                          | Monument en l'honneur de Maurice Richard, célèbre joueur de hockey sur glace. |       |
| Ville-Marie                              | Promenade de la Commune                                           | Boyer, Gilbert                       | Mémoire ardente                                                                  | 1994 | Granit, acier inoxydable | 1,97 × 1,97 × 1,97 m                          | Un cube de granit rose est troué d'orifices permettant de lire à l'intérieur des phrases poétiques rappelant les origines de Montréal. Une colonne en acier inoxydable, sur laquelle apparaît une inscription rappelant le 350e anniversaire de Montréal, complète l'œuvre. |       |
| Côte-des-Neiges–Notre-Dame-de-Grâce      | Bibliothèque interculturelle de Côte-des-Neiges                   | Brière, Marie-France                 | Les jours d'été quand le fleuve monte à l'assaut des murs, hommage à Marie Uguay | 2006 | Plâtre, livre, feutre, marbre                                                                                                  | 0,86 × 1,17 × 0,10 m                          | Rendant hommage à la poétesse québécoise Marie Uguay, l'œuvre reprend des motifs de livres dans une composition abstraite faite de marbre, de plâtre et de livres tranchés. |       |
| Ville-Marie                              | Cinémathèque québécoise                                           | Brière, Marie-France                 | Cirque lunaire                                                                   | 1998 | Pierre, granit, époxy |                                               | L'installation est un ensemble sculptural composé de trois éléments dont une fontaine. Dans celle-ci, l'eau glisse sur une forme convexe lisse en granit blanc en forme de demi-lune. |       |
| Ville-Marie                              | Palais de justice de Montréal                                     | Brière, Marie-France                 | Signatures                                                                       | 2002 | Acier, marbre |                                               | L'œuvre est composée de trois pans d'acier verticaux soutenant des plaques de marbres en forme de pages de livre. |       |
| Ville-Marie                              | Square Dorchester                                                 | Brunet, Émile                        | Monument à Sir Wilfrid Laurier                                                   | 1953 | Bronze, granit | 6,22 × 4,90 × 1,06 m                          | Le monument est dédié à la mémoire de Wilfrid Laurier, ancien premier ministre canadien. Sur le socle de granit, l'union des provinces de l'Est et de l'Ouest est symbolisé par la forme d'une gerbe tenu par une jeune fille et par le thème du blé de l’Ouest, tenu cette fois par un jeune homme. Aux pieds de la statue de bronze, un lit de fleurs ceinture le socle du monument avec des symboles de feuilles de lys, chardons écossais, roses anglaises et trèfles irlandais, emblèmes des quatre nations fondatrices du Canada. |       |
| Ville-Marie                              | Place du Frère-André                                              | Brunet, Émile                        | Monument au Frère André                                                          | 1986 | Bronze, granit | 3,01 × 1,20 × 0,50 m                          | Le monument est dédié à la mémoire de saint Frère André. Il s'agit d'une réplique de la sculpture du saint, située à l'oratoire Saint-Joseph. Le Frère André est représenté dans son habit des frères de la Congrégation de Sainte-Croix dans l’attitude humble qui le caractérisait. |       |
| Plateau-Mont-Royal                       | Place Urbain-Baudreau-Graveline                                   | Buren, Daniel                        | Neuf couleurs au vent                                                            | 1984 | Aluminium, nylon | 9 mâts de 16,50 m de haut                     | Rare exemplaire du travail de Buren en Amérique du Nord, l'œuvre se compose de neuf mâts alignés supportant neuf bannières à rayures mesurant neuf mètres de haut. Les bandes de couleur sont disposées en ordre alphabétique à partir du centre : vert, rouge, jaune, bleu, noir, bleu, jaune, rouge, vert. Sans symbolique ou référence particulière, l'œuvre renvoie à ce qu’elle est, une suite de drapeaux colorés agités par le vent. Néanmoins, par son emplacement et par son traitement formel, elle oblige le spectateur à considérer de manière renouvelée l'environnement dans lequel elle s'inscrit. |       |
| Ville-Marie                              | Parc du Mont-Royal                                                | Burman, Irving                       | Sans titre                                                                       | 1964 | Calcaire | 2,44 × 2,06 m                                 | Sculpture en calcaire installée dans le parc, elle est formée d'arcs et de prismes rectangulaires aux extrémités de l'arc supérieur. Le socle est constitué d'un bloc de pierre brut marqué par les rayures de son extraction. |       |
| LaSalle                                  | Mairie d'arrondissement de LaSalle                                | Cadieux, Alain                       | Table ronde                                                                      | 1984 | Béton armé, aluminium peint |                                               | L'œuvre commémore la création de la ville de LaSalle, en 1912. Elle consiste en un ensemble composé d'une table ronde entourée de 12 structures ou grilles peintes en noir et blanc. L'évocation du chiffre « 12 » renvoie aux 12 quartiers de la municipalité lors de la création de la ville. |       |
| Ville-Marie                              | Parc Jean-Drapeau, Île Sainte-Hélène                              | Calder, Alexander                    | Man, Three Disks                                                                 | 1967 | Acier | 21,30 × 22 × 16,25 m                          | Œuvre phare de Montréal, commandée à l'occasion de l'Exposition universelle de Montréal en 1967, L'homme symbolise le progrès et la puissance humaine. |       |
| Lachine                                  | Parc René-Lévesque                                                | Cantieni, Graham                     | Hermès                                                                           | 1986 | Acier | 3,20 × 3,70 × 5,70 m                          | Cette sculpture constitue un hommage à Hermès, dieu grec des explorateurs. Elle consiste en un cube d'acier ajouré dans lequel le promeneur peut circuler. |       |
| Ville-Marie                              | Parc du Mont-Royal                                                | Cárdenas, Agustí                     | Sans titre                                                                       | 1964 | Schiste | 4,12 × 1,07 m                                 | L'œuvre est érigée sur un socle de béton. De forme abstraite, elle est constituée d'une pierre cylindrique allongée et ajourée, évoquant une silhouette effilée et longiligne typique du travail de l'artiste. |       |
| Ville-Marie                              | Parc Serge-Garant                                                 | Carpentier, Jacques                  | Non titré                                                                        | 1981 | Acier peint | 7 × 0,82 × 0,82 m                             | Faite d'acier peint en rouge, l'œuvre composée de deux tubes verticaux torsadés au centre exprime la dualité. Les tiges symbolisent la rigidité des formes urbaines, les courbes réfèrent aux formes organiques. |       |
| Lachine                                  | Parc du musée de Lachine                                          | Carpentier, Jacques                  | Trilogie                                                                         | 1985 | Acier peint | 3,80 × 3,66 × 3,66 m                          | La sculpture réunit trois couleurs primaires, le rouge, le jaune et le bleu, et trois formes de base, le carré, le cercle et le triangle, imbriquées ensemble. Le cercle évoque le temps, l'infini et le ciel. Le carré réfère à la terre et à la matière. Le triangle renvoie à la divinité, à l'harmonie et au feu. |       |
| LaSalle                                  | Parc des Rapides                                                  | Carpentier, Jacques                  | Communion                                                                        | 1990 | Acier peint | 3,35 × 4,27 × 8,53 m                          | L'œuvre est une sculpture tubulaire composée de deux structures qui s'entrelacent, l'une peinte en bleu, l'autre en rouge. Chaque structure est constituée de quatre tubes reliés par des anneaux, évoquant les rapports complexes entre les êtres. |       |
| Le Sud-Ouest                             | Complexe récréatif Gadbois                                        | Cartier, Jean                        | Non titré                                                                        | 1959 | Peinture, céramique | 3,81 × 5,54 m                                 | Créée en céramique peinte, l'œuvre représente différents sports comme le ping-pong, le plongeon, l'haltérophilie à l'aide de figures schématisées. |       |
| Ville-Marie                              | Square Cabot                                                      | Casini, Guido                        | Monument à Giovanni Caboto                                                       | 1931 | Bronze, travertin | 8,75 × 8 × 8 m                                | Monument dédié au navigateur Jean Cabot. Il est représenté scrutant l'horizon et tenant à la main l'autorisation d'Henri VII d'Angleterre pour découvrir une route maritime vers les Indes par l'ouest. Sur le socle de pierre, des bas-reliefs illustrent trois moments du voyage de Cabot, la mission, le départ et l’arrivée. Trois écussons ornent également le socle : un blason aux armes d’Henri VII où figurent des léopards et les lys d’Angleterre et de France; un deuxième où figure un lion ailé, emblème de Saint-Marc, le patron de Venise, et dont la patte gauche repose sur un livre ouvert portant l’inscription « Pax tibi Marce evangelista meus » (Paix à toi, Marc, mon évangéliste); un dernier blason aux armes de Cabot, où figure un bouclier orné d'une croix grecque. |       |
| Ville-Marie                              | Parc Jean-Drapeau, Île Sainte-Hélène                              | Casini, Guido                        | Non titré                                                                        | 1952 | Bronze | 1,65 × 2,45 × 1,37 m                          | Deux groupes de sculptures en bronze se font face au-dessus des portes dans le hall d’entrée du pavillon des baigneurs du Complexe aquatique du parc Jean-Drapeau. Le premier groupe du côté nord est constitué de trois figures masculines avec un plongeur au centre. Du côté sud, un groupe de figures cette fois féminines prennent les mêmes poses. |       |
| Verdun                                   | Centre culturel de Verdun                                         | Cavalli, Roger                       | La femme-fontaine                                                                | 1967 | Pierre | 1,83 × 0,57 × 0,40 m                          | Dans un seul bloc de pierre, l'œuvre présente un visage schématisé allongé de femme. Sur la face arrière, on retrouve une colonne de visages superposés. |       |
| Ville-Marie                              | Place Émilie-Gamelin                                              | Charney, Melvin                      | Gratte-ciel, cascades d'eau/rues, ruisseaux...une construction                   | 1992 | Acier inoxydable, béton, granit                                                                                                | 17 × 75 × 50 m                                | Il s'agit d'un ensemble sculptural formé de trois tours et de caniveaux qu'enjambent sept petits ponts. Ces éléments rappellent le paysage de la ville, l'architecture, le mont, les plaines ou l'eau. Les sculptures en hauteur représentent des gratte-ciel tandis que les ruisseaux évoquent les eaux qui coulent du Mont-Royal vers le fleuve Saint-Laurent. |       |
| Ville-Marie                              | Centre canadien d'architecture                                    | Charney, Melvin                      | Le Jardin du Centre canadien d'architecture                                      | 1991 | Béton, cuivre, pierre, acier inoxydable, végétaux                                                                              |                                               | L'œuvre est un vaste aménagement situé sur une esplanade composant un jardin et évoquant différents thèmes liés à l'architecture, l'industrie et le jardin. |       |
| Ville-Marie                              | Parc du Mont-Royal                                                | Chavignier, Louis                    | Le Carrousel sauvage                                                             | 1964 | Calcaire, béton] | 3,15 × 18,28 m                                | Installée dans le parc, la sculpture est formée de cinq monolithes de calcaire surmontés d'un anneau de pierre. Douze fragments de pierre sont dispersés tout autour. L'ensemble évoque une sorte de pavillon d'amoureux antique. |       |
| Lachine                                  | Musée de Lachine                                                  | Comtois, Ulysse                      | Décor                                                                            | 1965 | Acier | 1,34 × 0,65 × 0,97 m                          | L'œuvre est de facture abstraite constituée de plaques d’acier soudées et peintes de motifs rouges, blancs, verts et noirs. La forme, les couleurs vives et les motifs inscrivent la sculpture dans son environnement extérieur. |       |
| Villeray–Saint-Michel–Parc-Extension     | Parc François-Perrault                                            | Cooke-Sasseville                     | Le mélomane                                                                      | 2011 | Bronze, béton |                                               | La sculpture en bronze repose sur un socle de béton. Elle représente une autruche dont la tête est entrée le pavillon d'un gramophone et cherche à illustrer de manière humoristique l'envoûtement que procure la musique. |       |
| Ville-Marie                              | Centre Jean-Claude-Malépart                                       | Cooke-Sasseville                     | Mélangez le tout                                                                 | 2011 | Aluminium | 5,80 × 3,65 m                                 | L'œuvre représente un « batteur à œufs ». Elle est entourée d'un banc circulaire rouge favorisant le repos et l'échange. |       |
| LaSalle                                  | Parc des Rapides                                                  | Cormier, Claude                      | Au grand dam                                                                     | 2016 | Marbre, béton | 47 × 3,4 × 4,2 m                              | L'œuvre évoque les rapides du fleuve et la débâcle des glaces au printemps. |       |
| Côte-des-Neiges–Notre-Dame-de-Grâce      | Centre sportif Notre-Dame-de Grâce                                | Coutu, Patrick                       | Source                                                                           | 2010 | Bronze | 5,49 × 4,66 × 4,66 m                          | Cette sculpture en bronze peint est constituée de tiges ancrées au sol sur trois supports formant un triangle. Inspirée par des phénomènes naturels, elle évoque une chute d'eau, des rivières, un bâton de sourcier ou des stalactites. |       |
| Villeray–Saint-Michel–Parc-Extension     | Parc Jarry                                                        | Covit, Linda                         | Caesura                                                                          | 1991 | Granit, pierre, bronze, béton, laiton, acier inoxydable, arbustes                                                              | 5 × 11 × 14,50 m                              | En 1988, environ 12 700 jouets de guerre ont été donnés par des enfants pour servir à un monument dédié à la paix. Le monument est formé par une spirale au sol et ornée de plaques de laiton évidées reproduisant les silhouettes de jouets de guerre, ainsi que par deux portes de métal qui traversent la spirale. Entre ces deux parois, un passage mène à une rangée de bancs et à un petit jardin d'inspiration japonaise. Les jouets sont enfouis sous terre dans un sarcophage de béton. |       |
| Lachine                                  | Parc Fort-Rolland                                                 | Covit, Linda                         | Theatre for Sky Blocks                                                           | 1992 | Acier, encre de sérigraphie, granit vert                                                                                       | 3 × 2,50 × 10 m                               | Il s'agit d'une installation où une photographie de nuages est sérigraphiée sur trois colonnes installées près du lac. Un banc de granit et acier peint devant les trois colonnes invite le promeneur à contempler le contraste entre les colonnes fixes et l'arrière-plan toujours mouvant. |       |
| Ahuntsic-Cartierville                    | Parc Berthe-Louard                                                | Covit, Linda                         | Les graminées du jardin Saint-Sulpice                                            | 2007 | Acier inoxydable | 2,44 × 10 m                                   | Cette installation est un hommage à Berthe Chaurès-Louard, fondatrice de la première coopérative alimentaire du Québec, La Familiale, en 1938. Des images de plantes comestibles disponibles à la coopérative (avoine, blé, orge, sarrasin, foin, trèfle, maïs, millet) sont découpés sur huit plaques en acier courbées et disposées dans le parc. |       |
| Ville-Marie                              | Parc du Mont-Royal                                                | Covit, Linda                         | Give Peace A Chance                                                              | 2009 | Calcaire, plantes indigènes | 23 × 6,40 m                                   | L'œuvre commémore le 40e anniversaire du « bed-in » de John Lennon et Yoko Ono à Montréal. La chanson Give Peace a Chance est enregistrée durant l'événement. L'installation est délimité par deux roches symbolisant la montagne et elle est ceinturée par des végétaux. Environ 180 dalles de calcaire rectangulaires sont alignées au sol. Sur quarante d'entre elles, la phrase Give Peace a Chance est déclinée en 40 langues. |       |
| Mercier–Hochelaga-Maisonneuve            | Planétarium Rio Tinto Alcan de Montréal                           | Daily tous les jours                 | Chorégraphie pour les humains et les étoiles                                     | 2013 | Béton, composantes technologiques                                                                                              | 15 m de haut                                  | Œuvre interactive qui déclenche, selon les mouvements des passants, une animation de phénomènes célestes projetés sur la façade d'aluminium du bâtiment. |       |
| Rosemont–La Petite-Patrie                | Jardin botanique                                                  | Daoust, Sylvia                       | Monument au frère Marie-Victorin                                                 | 1951 | Bronze, granit | 2,95 × 1,40 × 1,40 m                          | Monument dédié au frère Marie-Victorin, connu pour ses travaux de botanique et fondateur du Jardin botanique de Montréal. |       |
| Rosemont–La Petite-Patrie                | Jardin botanique                                                  | Dardel, René                         | Le lion de la feuillée                                                           | 1831 | Fonte | 2,10 × 2,30 × 40 m                            | L'œuvre a été initialement créée en 1831 pour orner le pont de La Feuillée à Lyon. Elle a été offerte par la Ville de Lyon à Montréal à l'occasion du 350e anniversaire de sa fondation. |       |
| Ville-Marie                              | Square Viger                                                      | Daudelin, Charles                    | Agora                                                                            | 1983 | Béton, pavés, eau | Vingt édicules de 7,62 × 7,62 × 7,62 m        | Œuvre monumentale constituée d'un ensemble de structures en béton surplombant une promenade en pavés. Le site est complété par des bassins, un petit plateau de scène, des bancs, des végétaux et une sculpture-fontaine intitulée Mastodo. |       |
| Ville-Marie                              | Square Viger                                                      | Daudelin, Charles                    | Mastodo                                                                          | 1984 | Bronze, acier inoxydable, béton, eau                                                                                           | Vingt édicules de 7,62 × 7,62 × 7,62 m        | Située dans l'Agora également conçu par Daudelin, cette sculpture-fontaine est composée d'une grande assiette en bronze. Lorsqu'elle se remplit d'eau, l'assiette bascule et laisse couler l'eau en cascade dans un bassin. |       |
| Saint-Laurent                            | Bibliothèque de Saint-Laurent                                     | Daudelin, Charles                    | Cailloudo                                                                        | 1990 | Bronze, lumière | 1,32 × 4,25 × 7,60 m                          | Cette sculpture-fontaine est formée de sept plaques de bronze à travers lesquelles circulent l'eau et la lumière. Elle est intégrée à un aménagement paysager de l'architecte Jacques Garand. L'eau de la fontaine s'écoule sous un disque de béton où sont installés six sièges, également créés par Daudelin, qui appellent au calme en accord avec l'ambiance recueillie de la bibliothèque. |       |
| Ville-Marie                              | Palais de justice de Montréal                                     | Daudelin, Charles                    | Allegrocube                                                                      | 1973 | Métal laminé | 2,40 m de long                                | L'œuvre est en forme de cube constitué de deux pièces actionnées par un dispositif électronique. Lorsque mise en mouvement, la sculpture se fractionne en deux, passant d'une forme rigide (comme celle de l'édifice derrière elle) à des courbes harmonieuses. |       |
| Ville-Marie                              | Palais des congrès de Montréal                                    | Daudelin, Charles                    | Éolienne V                                                                       | 1983 | Métal laminé | 2,40 × 4,50 m                                 | Cette sculpture-fontaine est constituée de cinq perches métalliques montées sur un pilier bleu, au milieu d'un bassin circulaire. Lorsqu'elles sont animées par le vent, les perches changent de direction, accompagnées par le murmure de la fontaine. |       |
| Ville-Marie                              | Université McGill                                                 | Daudelin, Charles                    | Polypède (en)                                                                    | 1967 | Bronze | 2,44 × 2,44 × 1,80 m                          | L'œuvre est une sculpture abstraite composée de trois éléments texturés, verticaux et emboîtés. |       |
| Plateau-Mont-Royal                       | Parc Claude-Jutra                                                 | Daudelin, Charles                    | Hommage à Claude Jutra                                                           | 1997 | Granit, laiton, émail | 2,50 × 0,75 × 0,70 m                          | Hommage au cinéaste Claude Jutra, la sculpture est formée dans sa partie supérieure en métal d'un cylindre et d'une sphère qui évoquent un visage humain, et d'une section centrale verticale en granit rose ornée au cœur d'un disque en laiton sur lequel est gravé un texte de Jutra sur le cinéma. |       |
| Kirkland                                 | Hôtel de ville                                                    | Daudelin, Charles                    | Le Passage du 2 avril                                                            | 2001 | Laiton, béton, pierre, granit                                                                                                  |                                               | L’œuvre est un aménagement composé de six colonnes-fontaines disposées autour d'un bassin elliptique. Des gicleurs sont intégrés aux colonnes et produisent des cascades. |       |
| Ville-Marie                              | Parc Jean-Drapeau, Île Sainte-Hélène                              | De Almeida, Charters                 | La ville imaginaire                                                              | 1997 | Granit | 19 × 18 × 27,50 m                             | Œuvre en granit évoquant les gratte-ciel d'une ville imaginaire, elle invite à la contemplation dans un environnement naturel situé face à Montréal. |       |
| Ville-Marie                              | Parc Maisonneuve-Cartier                                          | De Broin, Michel                     | Révolutions                                                                      | 2003 | Granit | 8,5 × 5 m                                     | L'œuvre est une allusion humoristique aux escaliers extérieurs de Montréal en forme de ruban de Möbius. Le titre « Révolutions » réfère à un mouvement cyclique et continu qui tourne sur lui-même. |       |
| Ville-Marie                              | Île Notre-Dame                                                    | De Broin, Michel                     | L'arc                                                                            | 2009 | Béton, acier inoxydable | 3,05 × 4,70 × 1,25 m                          | L'œuvre célèbre le 100e anniversaire de naissance de Salvador Allende, président du Chili de 1970 à 1973. Elle représente un arbre recourbé sur lui-même formant une arche enracinée à chacune de ses extrémités. |       |
| Côte-des-Neiges–Notre-Dame-de-Grâce      | Parc Mackenzie-King                                               | De Leon Imao, Abdulmari Jr.          | Buste du docteur José P. Rizal                                                   | 1999 | Bronze, granit | 2,38 × 1,48 × 1,35 m                          | Buste en hommage à José Rizal pour souligner le centenaire de la proclamation de l'indépendance de la République des Philippines. Un texte gravé sur le socle rappelle le rôle de José Rizal dans la libération de son pays. |       |
| Villeray–Saint-Michel–Parc-Extension     | Parc de Turin                                                     | De Palma, Armand                     | Monument à Christophe Colomb                                                     | 1976 | Bronze, granit, béton | 2,72 × 1,16 × 0,94 m                          | Monument en hommage au navigateur Christophe Colomb |       |
| Rivière-des-Prairies–Pointe-aux-Trembles | Bibliothèque de Pointe-aux-Trembles                               | De Tonnancour, Jacques               | Cosmos                                                                           | 1966 | Bois, tissus, nylon, papier | 1,85 × 6,77 × 0,05 m                          | L'œuvre est une murale en trois parties peinte à l'huile et composée d'un collage de matériaux divers. Elle s'inscrit dans l'optique de l'intérêt que portait l'artiste aux éléments naturels et aux paysages. |       |
| Plateau-Mont-Royal                       | Parc La Fontaine                                                  | Debré, Olivier                       | Obélisque en hommage à Charles de Gaulle                                         | 1992 | Granit, époxy, ciment, peinture                                                                                                | 17,80 × 2,40 × 2,70 m                         | L'œuvre qui évoque un obélisque se divise en sept segments superposés. Elle est dédiée à Charles de Gaulle, militaire et homme politique français, et cherche à souligner l'idée de liberté à laquelle Charles de Gaulle aura contribué. Une faille peinte en bleu cobalt traverse la sculpture sur toute sa hauteur. |       |
| Lachine                                  | Parc René-Lévesque                                                | Delavalle, Jean-Marie                | China Wall                                                                       | 1988 | Acier Corten | 2,25 × 1,77 × 4,89 m                          | Il s'agit d'une sculpture en acier, de forme pyramidale à base rectangulaire et au sommet tronqué. Le titre réfère à l'arrondissement de Lachine et non au mur de Chine. |       |
| Ville-Marie                              | Chalet du Mont-Royal                                              | Delfosse, Georges                    | Maisonneuve fonde Montréal le 18 mai 1642                                        | 1931 | Peinture |                                               | Une des toiles ornant le grand hall du chalet. |       |
| LaSalle                                  | Place Félix-Leclerc                                               | Démidoff-Séguin, Tatiana             | Place du temple                                                                  | 1990 | Ciment, métal, peinture | 5 × 18 × 67 m                                 | Cette sculpture-installation évoque les ruines d'un temple imaginaire. Elle est formée d'un édicule, reposant sur quatre piliers et surmonté de quatre linteaux peints en bleu et rose, érigé sur une place de forme octogonale. On retrouve derrière une série de pilotis, disposés en ordre décroissant de hauteur jusque dans l'eau. Le promeneur peut circuler dans l'installation comme s'il s'agissait d'un site archéologique. |       |
| Lachine                                  | Place de l'hôtel de ville                                         | Dubois, Pierre-Gilles                | Fontaine de vie                                                                  | 1977 | Anorthosite | 3,70 × 5,50 m                                 | Quatre figures féminines sont disposées au centre d'un bassin circulaire, le regard de chacune étant orienté dans des directions différentes. Les figures symbolisent le feu, l'air, l'eau et la terre. |       |
| Ville-Marie                              | Parc Hector-Toe-Blake                                             | Dubray, Vital                        | Buste de Simón Bolívar                                                           | 1991 | Bronze, granit | 2,48 × 1,00 × 0,48 m                          | Buste en hommage à Simón Bolívar, général et homme politique vénézuélien. Il s’agit d’une copie d'une œuvre du sculpteur français Vital Dubray. |       |
| Lachine                                  | Parc du musée de Lachine                                          | Dumouchel, Agnès                     | Albarello                                                                        | 1994 | Céramique, acier, plantes | 3,40 × 2,90 m                                 | Le titre de l'œuvre réfère aux jarres utilisées par les apothicaires au XVIe siècle, en Italie. La sculpture prend ici la forme d'un abri, avec une base circulaire, un étagement de briques en terre cuite et une ouverture basse pour permettre au visiteur de pénétrer à l'intérieur. Le toit de forme conique en fer forgé est recouvert de végétaux qui se transforment au gré des saisons. |       |
| Le Sud-Ouest                             | Centre Georges-Vanier                                             | Duval, Lucie                         | À la croisée des mots                                                            | 2004 | Acier galvanisé, aluminium anodisé                                                                                             | 7,32 × 3 m                                    | Quatre mats d'acier soutiennent une spirale de 13 mots de couleur rouge, orange et jaune : globe, exposition, octave, route, gamma, ellipse, solstice, variation, art, nature, image, escapade et relation. Les mots sont en relations avec Georges Vanier et le centre à proximité qui porte son nom. |       |
| Rivière-des-Prairies–Pointe-aux-Trembles | Bibliothèque de Pointe-aux-Trembles                               | Duval, Lucie                         | Mots choisis                                                                     | 2006 | Plexiglas, bois |                                               | L'œuvre est composée de plaques de plexiglas superposées sur lesquelles sont gravés différents textes. La lumière changeante qui filtre à travers les plaques révèlent des portions de texte différente. |       |
| LaSalle                                  | Parc des Rapides                                                  | Dyens, Georges                       | Hommage aux forces vitales du Québec                                             | 1987 | Acier, béton, lumière | 3,66 × 38 × 16 m                              | L'œuvre est constituée de fragments d'un cube entourant une colonne centrale qui projette des hologrammes. Les fragments sont disposés selon diverses trajectoires correspondant aux 18 régions du Québec, tandis que les hologrammes pointent essentiellement vers le nord voulant ainsi évoquer l'énergie vitale du peuple québécois. |       |
| Côte-des-Neiges–Notre-Dame-de-Grâce      | Parc Notre-Dame-de Grâce                                          | Edstrom, Peter David                 | Monument aux braves de N.D.G.                                                    | 1919 | Bronze, granit | 4 × 3,18 m                                    | L'œuvre est en fait un cénotaphe formé d'une colonne de granit gris, déposée sur une base circulaire également en granit. Des inscriptions et un bas-relief en bronze ornent le devant. La scène du bas-relief représente un bataillon en marche, baïonnette au poing. |       |
| Ville-Marie                              | Parc du Mont-Royal                                                | Eloul, Kosso                         | Optimax                                                                          | 1964 | Calcaire, béton | 2,92 × 2,46 × 12,50 m                         | La sculpture formée de deux cubes de pierre reposant sur un volume triangulaire est installée sur un socle de béton lisse qui épouse la dénivellation du terrain. |       |
| Ville-Marie                              | Chalet du Mont-Royal                                              | Faniel, Alfred                       | Jacques Cartier sur le sommet du mont Royal                                      | 1931 | Peinture |                                               | Une des toiles ornant le grand hall du chalet. |       |
| Lachine                                  | Bibliothèque Saint-Pierre                                         | Farley, Denis                        | Non titré                                                                        |      | |                                               | |       |
| Mercier–Hochelaga-Maisonneuve            | Aréna Maurice-Richard                                             | Filion, Armand                       | Non titré (bas-relief)                                                           | 1961 | Pierre | 1,65 × 5,55 × 0,15 m                          | L'œuvre se compose de deux bas-reliefs installés de chaque côté de la porte d'entrée. Chacun représente des figures sportives. |       |
| LaSalle                                  | Usine de filtration Charles-J. des Baillets                       | Fiorucci, Vittorio                   | L'eau et la santé                                                                | 1977 | Peinture sur plastique | 2,75 × 8,12 m                                 | Œuvre murale mettant en scène Victor, le petit diable ailé, accompagné de deux personnages autour d'un lac. Victor est le personnage fétiche de Vittorio, devenu la mascotte du festival Juste pour rire. |       |
| Ville-Marie                              | Bibliothèque Frontenac                                            | Fiorucci, Vittorio                   | Une leçon d'histoire                                                             | 1986 | Métal, bois, époxy, livre |                                               | L'œuvre est composée de deux chaises en bronze et une en bois et en cuir disposées dans une aire ouverte de la bibliothèque. Deux livres sont placés sur la chaise en bois collée à 2 mètres de hauteur. Un des livres porte le titre Leçon d'histoire. |       |
| Ville-Marie                              | Rue Sherbrooke                                                    | Fischer, Van                         | Cactus                                                                           | 1971 | Acier |                                               | L'œuvre est une sculpture stylisée représentant un cactus. |       |
| Plateau-Mont-Royal                       | Parc Baldwin                                                      | Fontaine, Lorraine                   | Delos, septième porte de la perfection et le l'immortalité, convoi III           | 2006 | Acier |                                               | L'œuvre évoque un escalier symbolique établissant un lien entre mythe, nature et culture. |       |
| Ville-Marie                              | Chalet du Mont-Royal                                              | Fortin, Marc-Aurèle                  | Champlain explore le site de Montréal en 1603                                    | 1931 | Peinture |                                               | Une des toiles ornant le grand hall du chalet. |       |
| Lachine                                  | Musée de Lachine                                                  | Fournelle, André                     | Nous deux                                                                        | 1972 | Acier, peinture | 2,44 × 1,42 × 1,61 m                          | L'œuvre est constituée de deux séries de cinq panneaux ajourés peints en bleu et gris. Les panneaux présentent les silhouettes d'un homme et d'une femme nus alignées dos à dos. La succession des panneaux et les jeux d'ombrage du soleil favorisent l'apparition de multiples formes. |       |
| Plateau-Mont-Royal                       | Centre des arts contemporains du Québec à Montréal                | Fournelle, André                     | Colonne                                                                          | 1985 | Granit, acier inoxydable, verre, néon                                                                                          | 7 × 1,24 m                                    | L'œuvre consiste en une grande colonne de béton à rainures, sectionnée en trois parties liées par des tiges d'acier. Les blocs de béton ont été récupérés d'un ancien bâtiment. |       |
| Lachine                                  | Parc Summerlea                                                    | Fournelle, André                     | États de choc                                                                    | 1985 | Acier, brique, mortier, ciment, peinture                                                                                       | 15,51 m                                       | Trois clôtures en acier sont disposées sur des socles de ciment et de briques. D'une clôture à l'autre, les déformations, comme causées par un accident, deviennent plus accentuées. |       |
| Lachine                                  | Parc René-Lévesque                                                | Fournelle, André                     | La ville blanche                                                                 | 1986 | Acier, granit | 6,50 × 24 m                                   | Huit grands trapèzes en acier encerclent une colonne blanche de granit, disposés selon des principes géométriques. L'œuvre est inspirée du film d'Alain Tanner Dans la ville blanche. |       |
| Lachine                                  | Musée de Lachine                                                  | Fournelle, André                     | Espace cubique ou hommage à Malevitch                                            | 1992 | Verre, granit, acier, béton, lumière                                                                                           | 2,54 × 2,24 × 2,25 m                          | L'œuvre est un cube formé de quatre panneaux de verre, d'une base en granit et d'une plaque d'acier au sommet. Le cube est illuminé par des néons et des faisceaux de couleur cobalt. La sculpture est un hommage à Kasimir Malevitch, fondateur du mouvement Suprématisme. La forme du carré utilisée pour l'œuvre est un rappel de la figure géométrique considérée comme étant la plus pure par les tenants de ce courant. |       |
| Saint-Laurent                            | Parc Malborough                                                   | Galipeau, Benoit                     | Cube géométrique                                                                 | 1978 | Acier Corten, béton | 5 × 3,90 × 3,90 m                             | L'œuvre est un cube creusé sur chacune de ses faces par une figure géométrique et reposant sur un socle également de forme cubique. |       |
| Ville-Marie                              | Place J.-Ernest-Laforce                                           | Gavoty, Jean-François                | Le Jardin de Lyon                                                                | 2000 | Acier inoxydable, bronze, luminaire, bois, granit, serrureries, revêtement plastique, structure métallique, bruyère, graminées |                                               | Récupération d'un espace vacant pour en faire un jardin, Le Jardin de Lyon est un aménagement paysager avec 12 tiges d'acier inoxydable supportant des luminaires ou des sculptures de bronze. Les sculptures représentent une coccinelle, un chat, un oiseau, une dent, un triangle et un train à grande vitesse. |       |
| Ville-Marie                              | Parc Jean-Drapeau, Île Sainte-Hélène                              | Gladstone, Gerald                    | Orbite optique No 2                                                              | 1967 | Béton, acier | 8 × 12,30 m                                   | Cette sculpture-fontaine est composée de 31 voiles en béton armé reliées à un support central et de 48 ailerons disposés autour de la partie centrale. Les voiles et les ailerons convergent vers le centre d'où jaillit un jet d'eau. Les formes représentent la courbe elliptique que décrit la terre dans son orbite autour du Soleil. |       |
| Ville-Marie                              | Square Viger                                                      | Gnass, Peter                         | Fontaine                                                                         | 1984 | Acier inoxydable, bronze chromé, béton                                                                                         | 4,50 × 14,50 × 11,95 m                        | La fontaine est composée de 34 tiges en acier inoxydable percées de buses et disposées au centre d'un bassin en béton. |       |
| Villeray–Saint-Michel–Parc-Extension     | Parc Athena                                                       | Gokakis, Spyros                      | Athéna                                                                           | 1997 | Bronze, granit | 3,10 × 1 × 1 m                                | L'œuvre est une statue la déesse Athéna. Elle est vêtue d'une robe et d'une égide décorée de serpents. Sa main droite est tendue vers l'avant, la paume tournée vers le haut. L'attribut du casque corinthien est relevé pour montrer son visage. |       |
| Plateau-Mont-Royal                       | Parc Devonshire/Place de la Roumanie                              | Gorduz, Vasile                       | Hommage à Mihai Eminescu, poète roumain                                          | 2005 | Bronze | 2,43 × 1,49 m                                 | Cette statue est un hommage à Mihai Eminescu. Le poète roumain est représenté ici au moment où il va rendre l'âme. |       |
| Saint-Léonard                            | Bibliothèque Saint-Léonard                                        | Goulet, Michel                       | Trait d'union                                                                    | 1984 | Béton, pierre, acier inoxydable, eau                                                                                           | 2,65 × 2,75 × 18 m                            | Cette sculpture-fontaine est composée de 12 colonnes alignées par paire entre deux édifices (trait d'union). Les colonnes sont surmontées de diverses compositions de maçonnerie. De l'eau s'écoule d'une structure métallique installée sur les quatre plus hautes colonnes et se déverse dans des bassins de béton et de pierre. Tous ces éléments cherchent à évoquer des vestiges de temps anciens. |       |
| Plateau-Mont-Royal                       | Place Roy                                                         | Goulet, Michel                       | Les leçons singulières (volet I)                                                 | 1990 | Bronze, laiton, acier inoxydable                                                                                               | 0,97 × 20 × 10 m                              | L'aménagement de la place consiste en huit chaises et d'une table-fontaine représentant une carte du monde. Les chaises sont ornées d'objets du quotidien, une roue, une spirale, un entonnoir et un casse-tête. |       |
| Plateau-Mont-Royal                       | Parc La Fontaine                                                  | Goulet, Michel                       | Les leçons singulières (volet II)                                                | 1991 | Bronze, laiton, acier inoxydable                                                                                               | 0,96 × 18 × 11,20 m                           | Deuxième volet des Leçons singulières, l'œuvre est composée de six chaises et d'une table-sculpture reproduisant le relief du parc La Fontaine. Située sur un belvédère, elle incite à la contemplation et à la détente, tout comme les objets sur les chaises : un journal, des chaussures, un ballon, des jumelles, un livre et un sac à lunch. |       |
| Lachine                                  | Parc René-Lévesque                                                | Goulet, Michel                       | Détour : le grand jardin                                                         | 1994 | Aluminium, acier galvanisé | 5 × 18,65 × 21,09 m                           | L'œuvre est faite de 36 mâts sur lesquels sont accrochés des outils, des instruments, des éléments architecturaux et divers signes. En périphérie, on retrouve un podium circulaire, une balançoire à bascule, deux chaises et une grille entrouverte. L'installation cherche à favoriser les rencontres et la convivialité. |       |
| Verdun                                   | Boulevard René-Lévesque à L'Île des Sœurs                         | Goulet, Michel                       | Le carrousel de l'île                                                            | 2005 | Acier galvanisé, laiton | 4,70 × 15 m                                   | Il s'agit d'un carrefour giratoire constitué de 12 sculptures d'acier galvanisé et de laiton représentant des objets tirés du quotidien, des chaises, une colonne Morris, la pochette de l'album Abbey Road des Beatles, un escabeau, etc. |       |
| Rosemont–La Petite-Patrie                | Jardin botanique                                                  | Goulet, Michel                       | Un jardin à soi                                                                  | 2010 | Laiton, acier inoxydable | 1,01 × 1,57 × 2,03 m                          | Sculpture formée d'une chaise de laiton et d'acier placée au centre d’un enclos en acier inoxydable ouvragé de motifs de feuilles. Sur la chaise, 12 flèches sont disposées à la manière des chiffres d'une montre. Le promeneur est invité à s'y asseoir et à s'y détendre. |       |
| Lachine                                  | Parc Fort-Rolland                                                 | Goulet, Rose-Marie                   | Monument pour L                                                                  | 1992 | Acier, végétaux, asphalte | 1,11 × 40 × 15 m                              | Trois mots de couleur bleue, « PARTIRENT », « DÉRIVÈRENT » et « HORIZON » sont plantés dans le sol et créent une ligne sinueuse comme une vague. |       |
| LaSalle                                  | Complexe aquatique Michel-Leduc                                   | Goulet, Rose-Marie                   | Volatiles                                                                        | 1997 | Aluminium |                                               | L'œuvre est composée de sept structures de mots suspendues au-dessus du bassin. Les mots qui forment les éléments sont peints de différentes couleurs et réfèrent de manière schématique à la faune et à la flore aquatique. |       |
| Côte-des-Neiges–Notre-Dame-de-Grâce      | Place du 6-décembre-1989                                          | Goulet, Rose-Marie                   | Nef pour quatorze reines                                                         | 1999 | Granit, acier inoxydable, criblure granitique, gazon                                                                           | 0,60 × 21 × 1,13 m                            | Monument à la mémoire des victimes de la tuerie de l'École polytechnique de Montréal, formé de quatorze tertres surmontés d'une bande de granit noir gravé du nom des victimes. |       |
| Montréal-Nord                            | Boulevard Henri-Bourassa                                          | Granche, Pierre                      | Hommage aux travailleurs                                                         | 1973 | Béton | 6 × 2,72 × 1,38 m                             | L'œuvre est composée de deux éléments, une colonne de cinq polyèdres superposés et un octaèdre dont un des plans est concave. |       |
| Ville-Marie                              | Musée McCord                                                      | Granche, Pierre                      | Totem urbain/histoire en dentelles                                               | 1992 | Bronze |                                               | L'œuvre est constituée d'un assemblage de plusieurs éléments schématisés référant aux collections du musée mais également à la ville, à la mémoire et à l'histoire. |       |
| Ville-Marie                              | Place des arts                                                    | Granche, Pierre                      | Comme si le temps... de la rue                                                   | 1992 | Acier inoxydable |                                               | Des éléments mythologiques inspirées de la Grèce et de l'Égypte sont intégrés à une représentation schématique de la ville de Montréal telle que vue du haut du mont Royal. |       |
| Ville-Marie                              | Place Jean-Paul-Riopelle                                          | Granet, Roseline                     | Le grand Jean-Paul                                                               | 2003 | Bronze | 2,02 × 1,99 × 0,60 m                          | Sculpture hommage à l'artiste Jean-Paul Riopelle installée sur la place du même nom. |       |
| Plateau-Mont-Royal                       | Square Saint-Louis                                                | Granet, Roseline                     | Monument à Émile Nelligan                                                        | 2005 | Bronze, calcaire, granit | 2,71 × 1,12 × 1,32 m                          | Monument en hommage au poète québécois Émile Nelligan |       |
| Rosemont–La Petite-Patrie                | Bibliothèque Marc-Favreau                                         | Hannah, Adad                         | Constellation en sol                                                             | 2013 | Résine de copolyester, impression                                                                                              | 1,01 × 1,57 × 2,03 m                          | L'œuvre est un ensemble sculptural de 22 panneaux suspendus. Sur les panneaux sont imprimés des motifs colorés et translucides évoquant le costume rapiécé que portait Marc Favreau pour incarner son personnage du clown Sol. |       |
| Montréal-Nord                            | Maison culturelle et communautaire de Montréal-Nord               | Hayeur, Isabelle                     | Songes                                                                           | 2006 | Papier, aluminium | 2,82 × 4,82 × 0,025 m et 4,88 × 2,75 × 0,13 m | L'œuvre est un triptyque composé de trois caissons lumineux verticaux. Les photographies rétroéclairées représentent des espaces intérieurs transformés, illuminés par un paysage extérieur naturel. |       |
| Ville-Marie                              | Place d'Armes                                                     | Hébert, Louis-Philippe               | Monument à Paul de Chomedey, sieur de Maisonneuve                                | 1893 | Bronze, granit | 9 m de haut                                   | Monument en l'honneur de Maisonneuve, fondateur de Montréal. Outre la statue du personnage tenant un drapeau, des sculptures représentant Jeanne Mance, Lambert Closse, Charles Le Moyne et un iroquois, quatre bas-reliefs illustrant différents épisodes de la fondation de Montréal et quatre gargouilles qui déversent un jet d'eau dans un bassin. |       |
| Plateau-Mont-Royal                       | Square Saint-Louis                                                | Hébert, Louis-Philippe               | Monument à Louis-Octave Crémazie                                                 | 1906 | Bronze, granit | 3 × 3 × 1,88 m                                | Monument en hommage au poète québécois Octave Crémazie. L'œuvre est inspirée du Drapeau de Carillon, son poème le plus célèbre. |       |
| Ville-Marie                              | Rue de la Commune, Vieux-Montréal                                 | Hébert, Louis-Philippe               | Monument à John Young                                                            | 1911 | Bronze, granit | 5,20 × 3,40 × 6,70 m                          | Monument en l'honneur de l'homme d'affaires John Young. L'allégorie du fleuve et le bassin illustrent le rôle de John Young dans le développement du port de Montréal. |       |
| Ville-Marie                              | Square Phillips                                                   | Hébert, Louis-Philippe               | Monument à Édouard VII                                                           | 1914 | Bronze, granit | 14 m de haut                                  | Monument en l'honneur du roi Édouard VII. Sur le socle, on retrouve des statues allégoriques de la paix, de la prospérité et de l'entente entre les peuples. |       |
| Ville-Marie                              | Chalet du Mont-Royal                                              | Hébert, Adrien                       | Jacques Cartier atterrit à Hochelaga en 1535                                     | 1931 | Peinture |                                               | Une des toiles ornant le grand hall du chalet. |       |
| Plateau-Mont-Royal                       | Parc La Fontaine                                                  | Hébert, Henri                        | Monument à sir Louis-Hippolyte La Fontaine                                       | 1930 | Bronze, granit, grès, marbre                                                                                                   | 7 × 5,70 × 3,70 m                             | Monument en l'honneur de Louis-Hippolyte La Fontaine, juriste et homme politique. |       |
| Outremont                                | Parc Outremont                                                    | Hébert, Henri                        | Monument aux braves d'Outremont                                                  | 1925 | Bronze, marbre | 4 × 6 × 4,80 m                                | Monument en l'honneur des citoyens de la ville d'Outremont qui ont perdu la vie durant les deux guerres mondiales. |       |
| Le Sud-Ouest                             | Maison de la culture Marie-Uguay                                  | Hébert, Jacques                      | L'habitation en milieu urbain                                                    | 1982 | Grès, mortier | 2,51 × 6,20 × 0,038 m                         | L'œuvre consiste en une murale de grès-céramique constituée de 198 blocs. Elle est divisée en trois sections représentant, d’un point de vue aérien, l’évolution des modèles d’habitation passés, présents et futurs. |       |
| Ville-Marie                              | Île Notre-Dame                                                    | Heyvaert, Pierre                     | Acier                                                                            | 1967 | Béton, acier | 3,85 × 7 × 3,50 m                             | L'œuvre est une sculpture abstraite faite de plaques d'acier triangulaires soudées, déposée sur des piliers immergés pour donner l'impression de flotter sur l'eau. Les figures géométriques différentes forment trois sections reliées par des arches, évoquant le thème « Le défi, le combat et l'élan ». |       |
| Ville-Marie                              | Square Dorchester                                                 | Hill, George William                 | Le lion de Belfort                                                               | 1897 | Bronze, granit | 5,04 × 2,32 × 4,21 m                          | Le monument représente le Lion de Belfort. Des écussons gravés célébrant des événements, des inventions et des individus qui ont marqué le règne de la reine Victoria sont installés sur le piédestal : la première exposition universelle, le téléphone, la lumière électrique, Dickens, Darwin, etc. Une fontaine d'eau est également encastrée dans le piédestal. |       |
| Ville-Marie                              | Square Dorchester                                                 | Hill, George William                 | Monument aux héros de la guerre des Boers                                        | 1907 | Bronze, granit | 9,20 × 22 × 16 m                              | Rare monument équestre au Canada, il commémore l'héroïsme des soldats et Lord Strathcona qui a équipé un régiment de cavalerie pour la Grande-Bretagne dans son conflit face aux Boers. Des bas-reliefs sur le socle évoquent la participation des Canadiens à cette guerre. |       |
| Ville-Marie                              | Parc du Mont-Royal                                                | Hill, George William                 | Monument à sir George-Étienne Cartier                                            | 1919 | Bronze, granit | 25 × 30 × 30 m                                | Monument le plus imposant de Montréal, il est dédié à George-Étienne Cartier, homme d'État canadien. Dix-huit personnages et quatre lions entourent la colonne devant laquelle une sculpture montre George-Étienne Cartier dans une pose parlementaire. Au somment de la colonne, une Renommée tend sa couronne de laurier au-dessus de la tête de Cartier. |       |
| Ville-Marie                              | Promenade des artistes                                            | Hilton-Moore, Marlene, McEwen, Jean  | After Babel, a Civic Square                                                      | 1993 | Acier Corten, bronze, laiton                                                                                                   | 4,50 × 10 m                                   | Cette installation est composée de deux colonnes et d'une silhouette canine. Les colonnes sont surmontées d'un masque tendant l'oreille vers le sol et d'une silhouette animale. L'ensemble est disposé comme dans un geste de communication entre l'homme et l'animal. |       |
| Ville-Marie                              | Chalet du Mont-Royal                                              | Holgate, Edwin                       | Départ de La Salle pour aller à la découverte du Mississippi                     | 1931 | Peinture |                                               | Une des toiles ornant le grand hall du chalet. |       |
| Ville-Marie                              | Île Notre-Dame                                                    | Hunt, Henry                          | Totem Kwakiutl                                                                   | 1967 | Bois | 21,30 × 0,95 m                                | Ce totem est sculpté dans un mât de cèdre rouge. Six figures mythologiques sont représentés sur toute la hauteur. Elles représentent les emblèmes des tribus Kwakwaka'wakw. |       |
| Ville-Marie                              | Île Notre-Dame                                                    | Hunter, Raoul                        | Iris                                                                             | 1967 | Aluminium |                                               | L'œuvre s'inspire de la déesse grecque des sources et des fontaines, Iris. La forme de la sculpture elle-même rappelle la fleur du même nom. |       |
| Ville-Marie                              | Place Émilie-Gamelin                                              | Hunter, Raoul                        | Monument à Émilie Gamnelin                                                       | 1999 | Bronze | 1,90 × 1,22 m                                 | Sculpture en l'honneur de la religieuse Émilie Gamelin. Elle ici représentée vêtue du costume de sa communauté. |       |
| Le Sud-Ouest                             | Marché Atwater                                                    | Jarnuszkiewicz, Jacek                | Les allusifs                                                                     | 2002 | Bois, acier |                                               | L'installation est composée de huit objets en bois et en acier disposées sur une plate-forme en bois de cèdre. Les objets réfèrent à des attributs des quartiers de Saint-Henri et de la Petite-Bourgogne, comme le jazz, la littérature populaire, l'industrie du cuir, le bois d'œuvre, le transport maritime et ferroviaire, la petite maison d'ouvrier et la vaste demeure bourgeoise. |       |
| Le Sud-Ouest                             | Bibliothèque Marie-Uguay                                          | Keyt, George                         | Lanka Mata                                                                       | 1967 | Verre | 2,60 × 5,24 × 0,20 m                          | Le vitrail représente « Mère Lanka » tenant sur sa hanche un pichet d'eau, le kalasha. La composition est d'inspiration cubiste. |       |
| Ahuntsic-Cartierville                    | Parc Belmont                                                      | Lachapelle, Guillaume                | L'attente                                                                        | 2009 | Aluminum, béton, laiton, bronze                                                                                                | 4,11 × 2,58 × 2,58 m                          | L'œuvre présente une auto tamponneuse schématisée dans un enclos et des montagnes russes miniatures, évocation de l'ancienne vocation du parc. |       |
| Ville-Marie                              | Bibliothèque Père-Ambroise                                        | Lachapelle, Guillaume                | La façade                                                                        | 2011 | Nylon | 1,15 × 2,35 × 0,32 m                          | L'œuvre représente une architecture miniature inspirée des bâtiments du quartier où les livres ont cependant remplacé les briques. Elle a été réalisée en nylon par modélisation 3D. |       |
| Mercier–Hochelaga-Maisonneuve            | Place Gennevilliers-Laliberté                                     | Laliberté, Alfred                    | La fermière                                                                      | 1915 | Bronze, granit | 5,75 × 19 m                                   | Fontaine située au marché Maisonneuve, elle représente quelques scènes rurales, dont une fermière au sommet du socle tenant contre sa hanche un panier de victuailles. |       |
| Mercier–Hochelaga-Maisonneuve            | Bain Morgan                                                       | Laliberté, Alfred                    | Les petits baigneurs                                                             | 1916 | Bronze, pierre, fonte, granit                                                                                                  | 10 × 4 × 3 m                                  | Cette sculpture met en scène deux jeunes garçons s'amusant avec de l'eau. |       |
| Plateau-Mont-Royal                       | Parc La Fontaine                                                  | Laliberté, Alfred                    | Monument à Dollard des Ormeaux                                                   | 1920 | Bronze, granit | 8 × 9,25 × 3,45 m                             | Monument en l'honneur d'Adam Dollard des Ormeaux, pionnier de la Nouvelle-France. Une allégorie de la France enveloppe le personnage. Au sommet du socle, le visage de la Nouvelle-France regarde vers l'avant. Des bas-reliefs complètent l'ouvrage et relatent différents épisodes de la bataille au cours de laquelle le héros perdit la vie. |       |
| Lachine                                  | Parc Stoney-Point                                                 | Laliberté, Alfred                    | Monument aux braves de Lachine                                                   | 1925 | Bronze, granit | 5,24 × 9 × 2,16 m                             | Monument dédié aux soldats de la ville de Lachine morts durant la Première Guerre mondiale. Le socle sur lequel sont gravés les noms des disparus est surmonté d'une sculpture représentant un soldat d'infanterie portant l'uniforme militaire britannique. |       |
| Ville-Marie                              | Place des patriotes                                               | Laliberté, Alfred                    | Monument aux patriotes                                                           | 1926 | Bronze, granit | 8,50 × 4,10 × 3,70 m                          | Monument dédiée aux douze patriotes pendus à la prison du Pied-du-Courant durant l’hiver 1838-1839. Les noms sont gravés sur le piédestal. |       |
| LaSalle                                  | Bibliothèque l'Octogone                                           | Lamarche, Claude                     | Signal dans l'espace                                                             | 1984 | Acier, béton | 13,70 × 9,75 × 30 m                           | L'œuvre est constituée d'une grande flèche en acier de couleur jaune pointée vers le sol et enfoncée dans une pyramide en béton. Une autre flèche, plus petite et de couleur rouge, point sur la tige de la grande flèche. L'ensemble agit comme une sorte de signal. |       |
| Villeray–Saint-Michel–Parc-Extension     | Centre Jean-Marie Gauvreau                                        | Lamarche, Claude                     | Temps d'heures                                                                   | 1987 | Acier, béton, peinture | 5,40 × 10,20 × 3,03 m                         | L'œuvre consiste en une pyramide reliée par un câble à un mur triangulaire en acier. Une petite porte permet de traverser la structure d'acier et une interaction avec l'œuvre. |       |
| Mercier–Hochelaga-Maisonneuve            | Maison de la culture Mercier                                      | Lamarche, Claude                     | Anamorphose d'une fenêtre                                                        | 1990 | Acier, béton |                                               | Il s'agit d'un ensemble sculptural dont les divers éléments colorés sont intégrés à la maison de la culture Mercier et en animent la façade. |       |
| Ville-Marie                              | Intersection des avenues du Président-Kennedy et McGill-College   | Lancz, Paul                          | Monument à John F. Kennedy                                                       | 1986 | Bronze, granit | 3,55 × 1 × 1,20 m                             | Monument en l'honneur de l'ancien président des États-Unis, John Fitzgerald Kennedy. |       |
| Outremont                                | Parc Beaubien                                                     | Lancz, Paul                          | Monument à Joseph Beaubien                                                       | 2003 | Bronze, granit | 2,49 × 0,76 × 0,65 m                          | Monument en l'honneur de l'homme d’affaires et politicien Joseph Beaubien pour souligner sa contribution au développement de la ville. |       |
| Ville-Marie                              | Place du Cardinal-Paul-Émile-Léger                                | Lancz, Paul                          | Buste du cardinal Paul-Émile Léger                                               | 2007 | Bronze, granit | 1,68 × 0,75 × 1,68 m                          | Buste en l'honneur du cardinal Paul-Émile Léger. |       |
| Ville-Marie                              | Intersection des rues Peel et Sherbrooke                          | Lancz, Paul                          | La tendresse                                                                     |      | Marbre |                                               | La sculpture est dédiée à la mémoire de la mère de l'artiste. |       |
| Ville-Marie                              | Intersection des rues Peel et Sherbrooke                          | Lancz, Paul                          | Monument à Raoul Wallenberg                                                      | 1995 | Bronze, granit |                                               | Monument en l'honneur du diplomate suédois Raoul Wallenberg. |       |
| Ville-Marie                              | Intersection du boulevard René-Lévesque et de la rue Jeanne-Mance | Lancz, Paul                          | Monument à René Lévesque                                                         | 2001 | Bronze, granit |                                               | Monument en l'honneur de l'homme politique René Lévesque. |       |
| Côte-Saint-Luc                           | Parc Pierre-Elliott-Trudeau                                       | Lancz, Paul                          | Monument à Pierre Elliott Trudeau                                                | 2001 | Bronze, granit |                                               | Monument en l'honneur de l'homme politique Pierre Elliott Trudeau. |       |
| Plateau-Mont-Royal                       | Parc La Fontaine                                                  | Langevin, Roger                      | Debout                                                                           | 1990 | Bronze | 3,50 × 1,70 × 1,50 m                          | Monument en l'honneur de Félix Leclerc, auteur et interprète. |       |
| Verdun                                   | Centre communautaire Elgar                                        | Langevin, Roger                      | La porte de l'avenir                                                             | 2000 | Béton, fibre de verre, résine                                                                                                  | 2,38 × 2,01 × 0,42 m                          | L'œuvre est une sculpture en forme d'arc-en-ciel coloré, supporté par deux colonnes où un garçon et une fille levant les bras au ciel sont sculptés en bas-relief. |       |
| Rosemont–La Petite-Patrie                | Jardin botanique                                                  | Lapalme, Robert                      | Deux murales                                                                     | 1956 | Céramique, peinture | 2,94 × 7,44 m et 4,27 × 8,81 m                | L'œuvre est constituée de deux mosaïques de céramique représentant des moments de l'histoire canadienne : le premier repas des navigateurs lors du premier voyage de Jacques Cartier, en 1534, et un survol des tablées dans les auberges des premiers temps de la colonie jusqu'à la fin du XIXe siècle. |       |
| Ahuntsic-Cartierville                    | Parc Marcelin-Wilson                                              | Larivée, Francine                    | La réparation                                                                    | 1998 | Marbre, granit, béton, arbres                                                                                                  | 2,94 × 25 m                                   | L'œuvre est un monument à la mémoire des victimes des génocides. Il est constitué d'un temple en marbre blanc coupé en son milieu et dévoilant deux parois portant les noms des peuples victimes de génocide au XXe siècle. |       |
| Saint-Laurent                            | Parc Alexis-Nihon                                                 | Larivière, Gilles                    | Temple du troisième millénaire                                                   | 1990 | Béton, aluminium | 4,75 × 3,80 × 0,75 m                          | La sculpture est constituée de quatre éléments assemblés en une forme pyramidale. Une ouverture au centre permet de la traverser. Un élément triangulaire découpé en escalier et une composition en aluminium où se distinguent des silhouettes de gratte-ciel et de montages complètent l'ouvrage qui évoque la ville de Saint-Laurent comme milieu de vie et centre industriel. |       |
| Lachine                                  | Promenade Père-Marquette                                          | Lasalle, Jules                       | Monica                                                                           | 1985 | Béton, métal, ciment | 2,78 × 2,11 × 2,00 m                          | Évocation des figures de île de Pâques, l'œuvre est constituée d'une immense tête fragmentée en trois parties. |       |
| Mercier–Hochelaga-Maisonneuve            | Stade olympique de Montréal                                       | Lasalle, Jules                       | Monument à Jackie Robinson                                                       | 1987 | bronze, béton | 2,54 × 2,03 × 1,94 m                          | Monument en l'honneur de Jackie Robinson, premier joueur noir de baseball et qui a joué à Montréal. |       |
| Ville-Marie                              | Place du Commerce                                                 | Lasalle, Jules                       | Joseph-Xavier Perrault                                                           | 1987 | Aluminium, granit, béton | 2,80 × 0,92 × 0,92 m                          | Monument en l'honneur de l'homme politique et instituteur Joseph-Xavier Perrault. |       |
| Ville-Marie                              | Place Marguerite-Bourgeoys                                        | Lasalle, Jules                       | Hommage à Marguerite Bourgeoys                                                   | 1988 | Bronze, granit, béton | 1,78 × 4,14 m                                 | Monument-fontaine en l'honneur de la pionnière de l'enseignement Marguerite Bourgeoys. |       |
| Côte-des-Neiges–Notre-Dame-de-Grâce      | Avenue Royalmount                                                 | Lasalle, Jules                       | Forces                                                                           | 1986 | Béton, acier inoxydable | 2,20 × 3,7 × 2,30 m                           | L'œuvre représente un poing fermé retenant trois câbles. Réalisé en béton, elle symbolise la force de travail et l'apport de Ciment Canada Lafarge dans le domaine de la construction. |       |
| Montréal-Nord                            | Aréna Garon                                                       | Lauda, Jiri Georges                  | Hommage à l'esprit sportif                                                       | 1990 | Céramique |                                               | Murale composée de diverses figures blanches, bleues, orangées et rouges : un athlète portant un ballon, un hockeyeur, une femme faisant de la natation, une autre du patinage artistique et une dernière figure composée uniquement de motifs abstraits. |       |
| Ville-Marie                              | Square Dorchester                                                 | Lawson, George Anderson              | Monument à Robert Burns                                                          | 1930 | Bronze, granit | 5,11 × 2,76 × 2,76 m                          | Monument en l'honneur du poète écossais Robert Burns. Sur le socle, trois bas-reliefs illustrent des scènes de ses poèmes. |       |
| Ville-Marie                              | Parc Jean-Drapeau, Île Sainte-Hélène                              | Le Fébure, Jean                      | Signe solaire                                                                    | 1967 | Acier, béton, fibre de verre, résine d'époxy, limaille de bronze                                                               | 2,77 × 3,30 × 1,07 m                          | L'œuvre est une évocation des panneaux d'affichage le long des autoroutes. Elle est conçue pour être perçue de manière fugace. |       |
| Lachine                                  | Musée de Lachine                                                  | Leblanc, Pierre                      | Pont d'Arles en transfert                                                        | 1985 | Acier, pierres, bois, gravier, tourbe                                                                                          | 3,47 × 3,20 × 9 m                             | L'œuvre est inspirée du pont d'Arles, peint par Van Gogh. Une série de grosses pierres passent entre deux poutres de métal peintes gris-bleu et plantées dans le sol. |       |
| Lachine                                  | Parc René-Lévesque                                                | Leblanc, Pierre                      | Signal pour Takis                                                                | 1986 | Acier, granit, béton | 8,50 × 9 × 20 m                               | Cette sculpture rend hommage au sculpteur Takis. Elle évoque un navire de marchandises. |       |
| Lachine                                  | Musée de Lachine                                                  | Leblanc, Pierre                      | Lieux sans temple 3                                                              | 1987 | Acier | 2,29 × 1,40 × 1,18 m                          | L'œuvre est une construction imaginaire miniature composée d'éléments métalliques, une roue, des tiges, des pièces métalliques récupérées, des petits escaliers, une petite échelle, etc. Deux autres œuvres sur le même thème et au même emplacement portent le nom de Lieux sans temple 4 et Lieux sans temple 5. |       |
| Lachine                                  | Parc René-Lévesque                                                | Leblanc, Pierre                      | Souvenir de 1955 ou 2026 Roberval                                                | 1992 | Acier, pierre | 4,65 × 10,17 × 8 m                            | L'œuvre est composée de plusieurs éléments, une colonne carrée soutenant une grosse pierre, une bande métallique au sol, une maquette d'un quartier de Montréal, une rame en acier supportant une petite maison, un établi monté sur tréteaux et une table basse. L'ensemble est un rappel de l'évolution et de la destruction des lieux urbains. |       |
| Ville-Marie                              | Île Notre-Dame                                                    | Lebourg, Charles-Auguste             | Fontaine Wallace                                                                 | 1872 | Fonte | 2,75 × 0,82 × 0,82 m                          | Don en 1980 de la ville de Paris à Montréal d'une fontaine Wallace, créée à l'époque afin de fournir gratuitement de l'eau potable aux passants. |       |
| Ahuntsic-Cartierville                    | Parc-nature de l'Île-de-la-Visitation                             | Leclerc, Pierre                      | Triptyque sur le paysage                                                         | 1997 | Acier galvanisé, verre |                                               | Il s'agit d'un aménagement sculptural composé de cadres d'acier, de panneaux de verre, de trois bancs et des garde-corps. |       |
| Plateau-Mont-Royal                       | Habitations Laurier                                               | Lemieux, Maurice                     | Ashapmouchouan                                                                   | 1964 | Acier Corten | 4,17 × 2,45 m                                 | L'œuvre est composée d'éléments d'acier pliés reposant sur une base de béton cylindrique et cannelée. Elle est un hommage à l'architecte Victor Bourgeau. |       |
| Lachine                                  | Musée de Lachine                                                  | Lemieux, Maurice                     | Éclosion                                                                         | 1972 | Acier | 2,58 × 1,42 × 2,02 m                          | L'œuvre est une sculpture d'acier de couleur jaune et constituée de cinq éléments courbés et assemblés sur une tige plantée au sol. L'ensemble évoque l'éclosion d'une fleur. |       |
| Ville-Marie                              | Habitations De Maisonneuve                                        | Lemieux, Maurice                     | À voile déchirée                                                                 | 1972 | Acier, béton | 4,69 × 3,15 × 3,94 m                          | L'œuvre est une sculpture abstraite composée de quatre éléments courbes disposés horizontalement, soutenus par un tuyau, et peints en rouge. La composition est inclinée, comme un voilier dans la tourmente. |       |
| Le Sud-Ouest                             | Habitations Favard                                                | Lemieux, Maurice                     | Sublime                                                                          | 1978 | Acier, béton | 7,62 × 4,57 × m                               | Reposant sur des bases de béton, la sculpture d'acier est une sorte de geste qui pointe vers le ciel. |       |
| Plateau-Mont-Royal                       | Habitations de Mentana                                            | Lemieux, Maurice                     | Évolution de joie                                                                | 1973 | Acier, béton | 2,52 × 1,65 × 3,35 m                          | Il s'agit d’une sculpture constituée de sept disques courbes en acier peint en jaune, soudés ensemble, de différents diamètres, découpés dans le haut en forme de « U » et posés sur une plate-forme surélevée. |       |
| Ville-Marie                              | Intersection du boulevard Maisonneuve et de la rue Peel           | Lemieux, Maurice                     | Enterspace                                                                       | 1981 | Acier inoxydable, granit | 5,55 m de haut                                | La sculpture est composée de quatre éléments métalliques qui évoquent le logo de l'Association internationale du transport aérien (IATA). |       |
| Lachine                                  | Parc Stoney-Point                                                 | Lemieux, Lisette                     | Regard sur le fleuve                                                             | 1992 | Acier Corten | 3,12 × 6,50 × 20 m                            | L'œuvre est un panneau d'acier cadré comme un immense tableau. Le mot « FLEUVE » et sa réflexion dans l'eau sont découpés dans l'acier, permettant d'apercevoir le fleuve derrière et sa lumière changeante. |       |
| Villeray–Saint-Michel–Parc-Extension     | Bibliothèque Parc-Extension                                       | Lemieux, Lisette                     | Table des matières de supports du savoir                                         | 2002 | Matériaux divers | 3,11 × 8,63 × 0,06 m                          | L'œuvre est une sorte de répertoire de 46 panneaux qui énumèrent les supports pour les savoirs écrits, artistiques ou scientifiques, comme l'acajou, le zinc, l'ardoise, la fibre optique, le papyrus, le vinyle, etc. Chaque matériau est identifié est par son nom gravé dans un panneau de gypse peint en blanc et par une lettrine réalisée dans le matériau identifié. |       |
| Plateau-Mont-Royal                       | Place Gérald-Godin                                                | Les industries perdues               | Tango de Montréal                                                                | 1999 | Argile | 10,40 × 17,40 m                               | Cette murale reproduit le poème « Tango de Montréal » composé par Gérald Godin en 1983. Chacun des 327 caractères typographiques du poème est sculpté dans 327 briques incorporées au mur de l'immeuble attenant. |       |
| Ville-Marie                              | Intersection de l'avenue McGill College et de la rue Sherbrooke   | Loth, Cédric                         | La leçon                                                                         | 2012 | Bronze |                                               | L'œuvre représente un étudiant affairé devant son ordinateur portable au point de ne pas remarquer le geste de l'écureuil. |       |
| Ville-Marie                              | Université McGill, Pavillon Strathcona de musique                 | Louise du Royaume-Uni                | Monument à la reine Victoria                                                     | 1895 | Bronze, granit |                                               | Monument en l'honneur de la reine Victoria créé par sa fille, la princesse Louise |       |
| Ville-Marie                              | Quartier chinois de Montréal                                      | Lui, Andrew                          | Les sons de la musique                                                           | 1984 | Béton | 2,46 × 13,44 × 1,08 m                         | L'œuvre est un bas-relief moulé en béton de couleur gris rosé. Seize panneaux juxtaposés inspirés de la mythologie chinoise représentent 14 jeunes musiciennes divertissant un homme placé au centre de la scène. |       |
| Lachine                                  | Parc René-Lévesque                                                | Maler, Miroslav                      | Cheval à plume                                                                   | 1988 | Calcaire | 2,45 × 3,15 × 2,10 m                          | L'œuvre reproduit la tête d'un cheval dans un style amérindien que vient souligner une plume en pierre et peinte en rouge sur le crâne. Le cheval symbolise la conquête de l'Amérique, la mobilité et le pouvoir. |       |
| Lachine                                  | Boulevard Saint-Joseph                                            | Maler, Miroslav                      | Études pour la figure, Saint-Laurent                                             | 1992 | Pierre, pigments métalliques                                                                                                   | 3,10 × 0,95 × 0,95 m                          | Cette sculpture monolithique représente un corps d'homme qui émerge d'un bloc de pierre. Dans le bas, un poisson frôle la jambe de l'homme. Sur la face opposée, une plume est gravée. La sculpture est en pierre incrustée de pigments métalliques. L'œuvre évoque les contrées sauvages découvertes par les explorateurs du Nouveau Monde. Le poisson renvoie au fleuve et la plume aux Amérindiens. |       |
| Ville-Marie                              | Avenue McGill College                                             | Mason, Raymnond                      | La foule illuminée                                                               | 1985 | Polyester, peinture | 3,14 × 8,60 × 3,20 m                          | L'œuvre est composée de soixante-cinq personnages grandeur nature caricaturés, moulés en résine synthétique et peints en ocre clair. |       |
| Plateau-Mont-Royal                       | Hôtel-Dieu de Montréal                                            | Mathieu, Isabelle                    | L'Imploreur                                                                      | 2010 | Acier inoxydable |                                               | L'œuvre symbolise un être humain dans une position de recueillement et de prière, implorant la force d'atteindre ses buts. |       |
| Verdun                                   | Hôtel de Ville                                                    | McCarthy, Cœur de lion               | Monument aux braves de Verdun                                                    | 1924 | Bronze |                                               | Monument aux soldats de la ville de Verdun morts durant les deux guerres mondiales. Il est composé de deux sculptures en bronze et d'un socle où des inscriptions sont gravées. La sculpture au somment représente un soldat canadien dans un élan de victoire. À la base du monument, une femme assise, symbole du patriotisme et de la paix, tient dans sa main droite les drapeaux de la Victoire et les armoiries de Verdun. |       |
| Ville-Marie                              | Gare Windsor                                                      | McCarthy, Cœur de lion               | L'Ange de la Victoire                                                            | 1921 | Bronze |                                               | Monument commémoratif en l'honneur des employés du Canadien Pacifique ayant perdu la vie durant la Première Guerre mondiale. |       |
| Mercier–Hochelaga-Maisonneuve            | Aréna Maurice-Richard                                             | Merola, Mario                        | Les sports                                                                       | 1960 | Céramique, verre | 0,84 × 22,61 × 0,03 m                         | L'œuvre est composée de cinq mosaïques en verre brisé illustrant différents pratiques sportives, la natation, le saut à la perche, le hockey, les poids et haltères, etc. |       |
| Mercier–Hochelaga-Maisonneuve            | Centre Pierre-Charbonneau                                         | Merola, Mario                        | La joie                                                                          | 1960 | Gesso, béton | 2,54 × 12,34 m                                | Murale de couleur vive réalisée dans la veine de l'abstraction géométrique. |       |
| Ville-Marie                              | Place D'Youville                                                  | Mihalcean, Gilles                    | La peur                                                                          | 1993 | Granit, aluminium, acier galvanisé, grès, calcaire, marbre, granit nature, peinture époxy                                      | 3,65 × 1,21 × 3,20 m                          | L'œuvre est un assemblage de plusieurs éléments symboliques (une croix métallique, un disque avec un doigt, des blocs de grès, de calcaire et de marbre, une pierre en granit peinte en vert) reflétant différentes étapes du développement de la civilisation. |       |
| Le Sud-Ouest                             | Pointe-Saint-Charles                                              | Mihalcean, Gilles                    | Monument à la pointe                                                             | 2001 | Béton, brique, acier, aluminium                                                                                                | 14 × 4 m                                      | L'œuvre est un hommage à l'histoire du quartier Pointe-Saint-Charles. Elle évoque l'immigration d'origine irlandaise, les habitations ouvrières et le passé industriel du secteur. |       |
| Ahuntsic-Cartierville                    | Parc Marcelin-Wilson                                              | Mihalcean, Gilles                    | Daleth                                                                           | 2010 | Granit, béton, acier inoxydable                                                                                                | 3,50 × 62 m                                   | Inspiré du caractère daleth de l'alphabet phénicien, l'œuvre rend hommage à la communauté libanaise de Montréal et évoque les Phéniciens, ancêtres des Libanais. |       |
| Lachine                                  | Musée de Lachine                                                  | Millette, Claude                     | Trajectoire No 2                                                                 | 1982 | Acier | 1,95 × 1,03 × 2,76 m                          | L'œuvre est un assemblage de six poutrelles d'acier quadrangulaires reposant au sol sur trois points d'appui, suggérant un mouvement d'élévation. |       |
| L'Île-Bizard–Sainte-Geneviève            | Pavillon Vincent Lecavalier                                       | Millette, Claude                     | Trame d'appel                                                                    | 1990 | Acier, granit | 4 × 3,65 × 1,83 m                             | L'œuvre est composée de trois modules en acier peints en bleu sur une base ovale en granit. Chaque module a la forme de la lettre grecque pi (π) inclinée sur le côté. L'ensemble suggère un effort d'ascension. |       |
| Verdun                                   | Centre culturel de Verdun                                         | Millette, Claude                     | La naissance                                                                     | 1993 | Acier | 3,80 × 1 × 1,40 m                             | L'œuvre est composée d'un pilier vertical courbé et surmonté d'un cylindre ajouré posé en équilibre. L'ensemble évoque le processus cyclique de la nature et la vulnérabilité de l'être humain. |       |
| Saint-Laurent                            | Parc Philippe-Laheurte                                            | Millette, Claude                     | Le coup de départ                                                                | 2009 | Acier inoxydable | 5,38 × 3,71 × 1,65 m                          | L'œuvre est un hommage au coureur Philippe Laheurte (1957-1991). Elle est constituée de poutrelles incurvées en acier inoxydable, rappelant la forme de la lettre grecque pi (π) dont une partie est sectionnée, et symbolise l'idéal sportif. |       |
| Ville-Marie                              | Place Jacques-Cartier                                             | Mitchell, Robert                     | Monument à Nelson                                                                | 1809 | Calcaire, béton, grès | 20,55 × 6 × 6 m                               | Monument en l'honneur de l'amiral Horatio Nelson. Il prend la forme d'une colonne inspirée de la colonne Trajane à Rome surmontée d'une statue de Nelson en habit militaire. Il s'agit du plus ancien monument de Montréal. |       |
| Verdun                                   | Maison La Station                                                 | Montillaud, Francis                  | Carrefour                                                                        | 2013 | Bronze, acier inoxydable |                                               | L'œuvre est constituée de cinq bustes en bronze déposés sur des socles en acier inoxydable. Chaque buste a été réalisé à partir de moulages d'habitants du quartier, évoquant la vocation intergénérationnelle du lieu. |       |
| Lachine                                  | Parc René-Lévesque                                                | Moore, David                         | Site/interlude                                                                   | 1994 | Acier galvanisé, pierre | 4 × 1,85 × 85,35 m                            | L'œuvre est constituée de cinq structures métalliques ayant la forme de gigantesques jambes et remplies de grosses pierres. Ces structures sont alignées le long d'un sentier de marche. |       |
| Lachine                                  | Parc René-Lévesque                                                | Morin, Jean-Pierre                   | La pierre et le feu                                                              | 1985 | Acier | 3,04 × 1,22 × 4 m                             | L'œuvre évoque l'énergie et le feu, tel un astéroïde pénétrant dans l'atmosphère terrestre. |       |
| Rosemont–La Petite-Patrie                | Parc Molson                                                       | Morin, Jean-Pierre                   | Temps d'arrêt                                                                    | 2006 | Acier, aluminium | 5 × 1,45 m                                    | La sculpture s'inscrit dans un environnement d'arbres centenaires, avec des formes organiques évoquant des troncs et des branches, tout en invitant le promeneur à un « temps d'arrêt ». |       |
| Ville-Marie                              | Grande Bibliothèque                                               | Morin, Jean-Pierre                   | Espace fractal                                                                   | 2004 | Acier Corten, aluminium | 7 m de haut                                   | Située à l'entrée de la bibliothèque, l'œuvre symbolise un arbre de la connaissance. |       |
| LaSalle                                  | Usine de filtration Charles-J. des Baillets                       | Morin, Madeleine                     | L'eau et le transport                                                            | 1977 | Aluminium | 2,75 × 8,12 m                                 | Cette murale a été réalisée selon la technique de l'aluchromie. Un bateau au visage humain est entouré d'objets flottants, d'un monstre marin et divers personnages fantaisistes. |       |
| Plateau-Mont-Royal                       | Square Saint-Louis                                                | Mott, fonderie J. L. Mott Iron Works | Fontaine du Square Saint-Louis                                                   | 1849 | Fonte | 4,57 × 2,40 m                                 | Fontaine à deux bassins, décorée de feuilles d'acanthe et placée sur un socle au milieu d'un grand bassin circulaire. |       |
| Le Sud-Ouest                             | Square Sir-George-Étienne-Cartier                                 | Mott, fonderie J. L. Mott Iron Works | Sculpture-fontaine, Square Sir-George-Étienne-Cartier                            | 1912 | Fonte | 6,50 × 2,05 m                                 | Au centre d'un bassin circulaire, la fontaine, installée sur une base de béton, est composée d'un socle quadrangulaire, d'une colonne ornée de motifs végétaux et d'oiseaux, de deux vasques et au sommet de deux chérubins qui se disputent une flûte. |       |
| LaSalle                                  | Usine de filtration Charles-J. des Baillets                       | Nadeau, Marc-Antoine                 | L'eau et les sports                                                              | 1979 | Aluminium | 2,75 × 8,12 m                                 | La murale représente une course à l'aviron où un concurrent est suivi d'un voilier sur lequel un archer le menace. |       |
| Lachine                                  | Promenade Père-Marquette                                          | Nadeau, Guy                          | Du long du long                                                                  | 1985 | Acier brut, peinture, gravier                                                                                                  | 1,20 × 2,87 × 4,96 m                          | L'œuvre est constituée de cinq plaques de métal disposées de manière à suggérer le mouvement de rapides. |       |
| Lachine                                  | Parc René-Lévesque                                                | Nadeau, Guy                          | Les voûtes d'Ulysse                                                              | 1992 | Acier, béton | 1,10 × 5,58 × 12,26 m                         | De longues bandes métalliques sont disposées sur le sol et suggèrent le renflement d'une vague. |       |
| Lachine                                  | Parc René-Lévesque                                                | Narita, Takera                       | From A                                                                           | 1986 | Granit, mortier | 1,70 × 1,50 × 5,90 m                          | L'œuvre est formée de trois tronçons d'une colonne cannelée qui semble surgir de terre, tel un vestige archéologique. |       |
| Lachine                                  | Parc Monk                                                         | Nepveu, Robert                       | Force et progrès                                                                 | 1985 | Acier | 2,55 × 2,20 × 4,25 m                          | L'œuvre est constituée de 12 blocs aux angles irréguliers formant une chaîne dans un mouvement ascendant. |       |
| Ville-Marie                              | Avenue McGill College                                             | Niedermann, Zoya                     | Danseuse                                                                         | 1985 | Granit, bronze |                                               | Sculpture-fontaine représentant une danseuse stylisée. |       |
| Lachine                                  | Parc René-Lévesque                                                | Olariu, Octavian                     | Écluses                                                                          | 1988 | Acier inoxydable | 4,15 × 1,11 × 1,35 m                          | Cette sculpture est composée de quatre poutres d'acier inoxydable dans lesquelles sont imbriquées trois autres poutres. L'ensemble évoque le mécanisme des écluses qui permet de contrôler les vannes. |       |
| Rivière-des-Prairies–Pointe-aux-Trembles | Maison de la culture Pointe-aux-Trembles                          | Paiement, Alain                      | Jour ou nuit inconnue                                                            | 1998 | Verre, peinture, acier, bois                                                                                                   | 2,54 × 6,85 × 0,35 m                          | L'œuvre consiste en un ensemble de motifs géométriques, issus de différentes cultures, imprimés sur 23 plaques de verre. |       |
| Ville-Marie                              | Quartier chinois de Montréal                                      | Pang, Tin Neon                       | Le roi singe                                                                     | 1984 | Béton | 5,50 × 4 × 0,21 m                             | L'œuvre est composée de sept panneaux en béton représentant une scène de la mythologie chinoise où différents animaux doivent élire leur roi. |       |
| Ahuntsic-Cartierville                    | Maison de la culture d'Ahuntsic - Cartierville                    | Pellegrinuzzi, Roberto               | Le spectacle de la curiosité                                                     | 1998 | Bois, verre, métal, papier | 2,60 × 8 m                                    | L'œuvre est un agrandissement d'une feuille d'arbre, reconstituée en 70 photographies juxtaposées et encadrées séparément. |       |
| Outremont                                | Centre communautaire intergénérationnel d'Outremont               | Pellegrinuzzi, Roberto               | Espace vert                                                                      | 2006 | Aluminium, verre, acier inoxydable, acrylique                                                                                  | 2,15 × 4,50 × 0,36 m                          | Il s'agit d'un boîtier à éclairage variable abritant deux photographies représentant une scène de la nature. |       |
| Rosemont–La Petite-Patrie                | Chalet du parc Étienne Desmarteaux                                | Pellerin, Guy                        | Être +                                                                           | 2010 | Aluminium |                                               | Il s'agit d'une installation constituée de cinq éléments suspendus de couleur jaune et percés d'une forme, symbolisant des cibles. |       |
| Ville-Marie                              | Parc Paul-Dozois                                                  | Pelletier, Luce                      | L'étreinte                                                                       | 2013 | Aluminium, granit | 5,50 × 4 × 0,21 m                             | L'œuvre est un ensemble sculptural formé de six îlots comprenant des pierres de granit, des feuilles d'arbre en aluminium percées de motifs qui s'inspirent de l'ornementation artisanale du pays d'origine des résidents du quartier. Les feuilles métalliques perchées au bout d'une longue tige symbolisent la force de la nature. |       |
| Le Sud-Ouest                             | Parc des Hommes-Forts                                             | Pelletier, Robert                    | Monument à Louis Cyr                                                             | 1970 | Bronze, granit, béton | 4,40 × 1,83 × 1,80 m                          | Monument en l'honneur de l'homme fort Louis Cyr. |       |
| Ville-Marie                              | Chalet du Mont-Royal                                              | Pellus, Raymond                      | Le serment de Dollard des Ormeaux et de ses compagnons                           | 1931 | Peinture |                                               | Une des toiles ornant le grand hall du chalet. |       |
| Ville-Marie                              | Square Viger                                                      | Pelzer, Alfonso                      | Monument à Jean-Olivier Chénier                                                  | 1891 | Cuivre, granit, résine | 4 × 1 × 1 m                                   | Monument en l'honneur du patriote Jean-Olivier Chénier. |       |
| Ville-Marie                              | Parc du Mont-Royal                                                | Pillhofer, Josef                     | Sans titre                                                                       | 1964 | Calcaire, béton | 3,48 × 3,35 × 2,67 m                          | L'œuvre est une sculpture abstraite d'inspiration cubiste. |       |
| Ville-Marie                              | Chalet du Mont-Royal                                              | Pilot, Robert                        | Maisonneuve érige une croix sur la montagne                                      | 1931 | Peinture |                                               | Une des toiles ornant le grand hall du chalet. |       |
| Plateau-Mont-Royal                       | Parc Sir-Wilfrid-Laurier                                          | Planes, José                         | Monument à Isabelle la Catholique                                                | 1958 | Bronze, cuivre, granit | 2,93 × 1,52 × 1,07 m                          | Monument en l'honneur de la reine Isabelle Ire de Castille. |       |
| Rosemont–La Petite-Patrie                | Jardin botanique                                                  | Poliquin, Jean-Noël                  | Épisode                                                                          | 1966 | Ciment | 1,84 × 2,50 × 1,13 m                          | L'œuvre est une sculpture de béton moulé non figurative jouant sur la succession équilibrée de pleins et de vides. |       |
| Mercier–Hochelaga-Maisonneuve            | Parc de la Promenade-Bellerive                                    | Poulin, Roland                       | Continuum 2009 (à la mémoire de Pierre Perrault)                                 | 2009 | Acier Corten | 3,05 × 7,70 × 3 m                             | Œuvre à la mémoire du cinéaste Pierre Perrault, composée de trois éléments formant des plans verticaux et horizontaux qui encadrent un espace vide ouvert sur le paysage comme un écran de cinéma. |       |
| Lachine                                  | Parc René-Lévesque                                                | Prent, Mark                          | Explorer                                                                         | 1994 | Acier brut, acier inoxydable, résine, fibre de verre                                                                           | 4,84 × 1,78 × 2,12 m                          | L'œuvre se compose d'un voilier à trois-mâts fixé au sommet d'un trépied de métal. Sur les voiles du bateau, on retrouve des visages d'explorateurs fictifs. |       |
| Ville-Marie                              | Parc du Mont-Royal                                                | Reddy, Krishna                       | Sans titre                                                                       | 1964 | Calcaire | 3,36 × 1,17 × 1,78 m                          | La sculpture abstraite est dressée sur un socle et s'élève avec sensualité. |       |
| Côte-des-Neiges–Notre-Dame-de-Grâce      | Bibliothèque Côte-des-Neiges                                      | Reusch, Astri                        | Non titré                                                                        | 1983 | Bois, laiton, aluminium, verre, peinture, dispositif d'éclairage                                                               | 12 × 12 × 0,15 m                              | L'œuvre est un ensemble sculptural composé de caissons lumineux en verre bleuté et des tiges de laiton. Les éléments se déploient de manière ascendante sur un mur de briques. |       |
| L'Île-Bizard–Sainte-Geneviève            | Parc Kelso                                                        | Reusch, Astri                        | Ombres d'ancêtres oubliés... et d'êtres intérieurs                               | 1990 | Pierre, granit, bois |                                               | L'œuvre est un ensemble sculptural composé de quatre blocs en granit. Différentes silhouettes sont gravées sur les faces des pierres. |       |
| Ville-Marie                              | Place Jean-Paul-Riopelle                                          | Riopelle, Jean-Paul                  | La joute                                                                         | 1974 | Bronze |                                               | L'œuvre est un hommage à l'enfance et à la nature. Elle évoque le jeu et les Amérindiens. La fontaine s'anime également à intervalles réguliers avec de la bruine et du feu. |       |
| Lachine                                  | Parc René-Lévesque                                                | Rolland, Dominique                   | Le phare d'Archimède                                                             | 1986 | Granit, acier, néon | 7,50 × 10 × 10,50 m                           | Conçue comme un phare antique, l'œuvre se compose de tronçons de colonnes cannelées et de poutres d'acier. Le sommet de la colonne est surmonté d'une forme rappelant un levier, évocation des travaux d'Archimède. |       |
| Lachine                                  | Parc René-Lévesque                                                | Rolland, Dominique                   | Le déjeuner sur l'herbe                                                          | 1997 | Granit, pierre, béton, bronze                                                                                                  | 3 × 9 × 13 m                                  | L'œuvre se compose de sept éléments : une serviette de table, un soulier de femme, une balle, un chien en position assise, une assiette contenant du fromage et du pain, une bouteille et son bouchon. L'ensemble est inspiré du thème du déjeuner sur l'herbe. |       |
| Ville-Marie                              | Parc Jean-Drapeau, Île Sainte-Hélène                              | Roussil, Robert                      | Girafes                                                                          | 1966 | Acier | 11,8 × 3 m                                    | Il s'agit d'une sculpture en tiges d'acier assemblées de manière à évoquer un groupe de quatre girafes. |       |
| Ville-Marie                              | Parc Jean-Drapeau, Île Sainte-Hélène                              | Roussil, Robert                      | Migration                                                                        | 1967 | Fonte | 4,65 × 2,30 × 4 m                             | Sculpture de six pièces de fonte boulonnées aux formes organiques, animales et mécaniques. |       |
| Lachine                                  | Parc René-Lévesque                                                | Roussil, Robert                      | Hommage à René Lévesque                                                          | 1988 | Ciment, acier inoxydable, verre                                                                                                | 5,18 × 18,29 × 4,57 m                         | L'œuvre est un hommage à l'homme politique René Lévesque. Elle se compose de neuf colonnes cylindriques en béton, en référence aux neuf années de René Lévesque comme premier ministre du Québec. Les colonnes agissent comme des cheminées surmontées d'une flamme. |       |
| Saint-Laurent                            | Parc Noël-Sud                                                     | Roussil, Robert                      | Lieu                                                                             | 1990 | Béton armé | 7 × 9,14 m                                    | L'œuvre comporte une soixantaine d'éléments cylindriques et horizontaux assemblés en hauteur et surmontés de formes rappelant des pétales de fleur. |       |
| Ville-Marie                              | Rue Peel                                                          | Roussil, Robert                      | Cactus modulaire                                                                 | 1986 | Bronze | 10 m de haut                                  | Sculpture composée d'une colonne reposant sur quatre points d'appui, surmontée par six embranchements et six flambeaux stylisés. |       |
| Ahuntsic-Cartierville                    | Parc-nature de l'Île-de-la-Visitation                             | Ruba, Guerino                        | Limite temps                                                                     | 1990 | Pierre, métal, bronze, peinture                                                                                                | 2,74 × 1,58 m                                 | La sculpture consiste en un bloc rectangulaire en pierre dressé à la verticale. Elle évoque une porte, avec une poignée, une serrure en bronze, un pêne et une gâche. Différents éléments, dont des dessins d'enfants, sont gravés sur la pierre. |       |
| Saint-Laurent                            | Parc Saint-Laurent                                                | Sandonato, Aurelio                   | Les promeneurs                                                                   | 1990 | Acier | 5,92 × 1,90 × 8,12 m                          | L'œuvre est composée de trois groupes de stèles en acier rouge reposant sur un socle de béton. L'ensemble évoque des parents avec leur enfant. |       |
| Saint-Léonard                            | Centre Léonard de Vinci                                           | Santini, Laura                       | Trampolino                                                                       | 2001 | Acier | 3,50 × 6 m                                    | L'œuvre est composée d'une truelle et d'un personnage stylisé se servant du manche de la truelle comme d'un tremplin. |       |
| Lachine                                  | Musée de Lachine                                                  | Saxe, Henry                          | Dex                                                                              | 1977 | Acier, ciment | 1,48 × 5,03 × 7,30 m                          | Sculpture composée de plusieurs éléments d'acier et de béton assemblés dans une composition équilibrée entre les matériaux et les formes. |       |
| Ville-Marie                              | Place Upper-Trafalgar                                             | Schleeh, Hans                        | Affinités                                                                        | 1967 | Cuivre, granit | 2,68 × 1,60 × 1,50 m                          | Trois personnages montés sur un socle et représentant une famille se tiennent par la main et exécutent une ronde. |       |
| Côte-des-Neiges–Notre-Dame-de-Grâce      | Plaza Côte des Neiges                                             | Schleeh, Hans                        | Trialogue                                                                        | 1967 | Cuivre, granit |                                               | Trois personnages élèvent la main dans un geste de danse et de fraternité. |       |
| Ville-Marie                              | Parc Jean-Drapeau, Île Sainte-Hélène                              | Sebastian                            | Puerta de la amistad                                                             | 1993 | Acier | 7,50 × 1,20 × 5,70 m                          | La Porte de l'amitié est composée de trois colonnes reliées par une diagonale basée sur la répétition de la forme du chiffre 7. Les éléments verticaux forment deux entrées symbolisant l'échange et l'ouverture. |       |
| Ville-Marie                              | Place Norman-Bethune                                              | Si Tu, Jie                           | Monument à Norman Bethune                                                        | 1977 | Marbre, granit | 3,80 × 1 × 1 m                                | Monument en l'honneur du médecin Norman Bethune |       |
| Ville-Marie                              | Parc du Mont-Royal                                                | Signori, Carlo Sergio                | Sans titre                                                                       | 1964 | Marbre | 2,74 × 1,27 × 0,81 m                          | Sculpture abstraite monolithique explorant les composantes formelles de la matière et du poids. |       |
| Ville-Marie                              | Intersection des rues Saint-Urbain et Sherbrooke                  | Simard, Léonard                      | Buste de Camille Laurin                                                          | 2008 | Bronze, granit |                                               | Buste en hommage à l'homme politique Camille Laurin. |       |
| Ville-Marie                              | Parc du Mont-Royal                                                | Sklavos, Yérassimos                  | Les sœurs cardinales                                                             | 1964 | Marbre, granit | 4,40 × 3,60 × 1 m                             | L'œuvre représente des figures stylisées de religieuses adossées l'une contre l'autre. |       |
| Rosemont–La Petite-Patrie                | Bibliothèque Marc-Favreau                                         | St-Arnault, Louis-Philippe           | Urba Morphic – Volume 1                                                          | 2014 | Diodes électroluminescentes, aluminium                                                                                         | 25 × 6 m                                      | L'œuvre est une animation lumineuse formée de 6000 pixels et s'intègre à l'architecture de la bibliothèque. |       |
| Rosemont–La Petite-Patrie                | Place Raymond-Plante                                              | Sylvain, Catherine                   | Point d'origine                                                                  | 2014 | Aluminium, granit |                                               | L'œuvre symbolise un lien entre le passé et le présent en hommage aux ouvriers qui ont contribué au quartier Rosemont. |       |
| Ville-Marie                              | Parc du Mont-Royal                                                | Székely, Pierre                      | L'ange de pierre                                                                 | 1964 | Marbre, béton | 2,08 × 1,52 m                                 | La sculpture monolithique évoque à la fois un ange et une lettre d'une civilisation inconnue. |       |
| Saint-Léonard                            | Parc Ladauversière                                                | Taccola, U                           | Non titré                                                                        | 1986 | Bronze | 4,45 × 6 × 6 m                                | La sculpture représente un voyageur juché au sommet d'un dôme. |       |
| Ville-Marie                              | Chalet du Mont-Royal                                              | Taylor, William Hughes               | La fondation de Montréal est décidée à Paris                                     | 1931 | Peinture |                                               | Une des toiles ornant le grand hall du chalet. |       |
| Ville-Marie                              | Place d'Armes                                                     | Tett, Alison                         | Polaris en lumière                                                               | 2012 | Image lumineuse projetée au sol                                                                                                | 2 m de diamètre                               | L'œuvre consiste en une projection sur la Place d'Armes d'une constellation inspirée du Middleleton’s Celestial Atlas de 1842. La localisation de la projection dans l'angle des tours de la basilique Notre-Dame permet de localiser l'étoile polaire. |       |
| Ville-Marie                              | Square Viger                                                      | Théberge, Claude                     | Force                                                                            | 1985 | Béton, granit, eau, céramique                                                                                                  | 3,30 × 29 × 45 m                              | Il s'agit d'une sculpture-fontaine composée de sept monolithes de béton fracturés en deux, installés au centre de deux bassins, et à travers desquels jaillissent des jets d'eau. |       |
| Mercier–Hochelaga-Maisonneuve            | Planétarium Rio Tinto Alcan de Montréal                           | Thorvaldsen, Bertel                  | Monument à Nicolas Copernic (en)                                                 | 1967 | Bronze, béton | 4,52 × 1,48 m                                 | Monument en l'honneur de l'astronome Nicolas Copernic. La statue est une copie de celle réalisée par Thorvaldsen en 1822. |       |
| Ville-Marie                              | Chalet du Mont-Royal                                              | Topham, William Thurston             | Dollard des Ormeaux meurt à Long-Sault pour sauver la colonie                    | 1931 | Peinture |                                               | Une des toiles ornant le grand hall du chalet. |       |
| Ville-Marie                              | Parc Hector-Toe-Blake                                             | Toto, Carlos Maria                   | Buste de José de San Martín                                                      | 2000 | Bronze, Grès | 2,76 × 1,05 × 0,95 m                          | Buste en l'honneur de José de San Martín, général et héros sud-américain. |       |
| Lachine                                  | Musée de Lachine                                                  | Trudeau, Yves                        | Spacio-mobile No 1                                                               | 1966 | Acier | 1,76 × 1,35 × 1,50 m                          | Sculpture abstraite formée de plusieurs formes géométriques inspirées de l'architecture gothique. Une section installée au sommet pivote sous l'action du vent. |       |
| Ville-Marie                              | Parc Jean-Drapeau, Île Sainte-Hélène                              | Trudeau, Yves                        | Le phare du cosmos                                                               | 1967 | Acier | 9,60 × 2,80 m                                 | Sculpture en acier bleu évoquant à la fois un robot et un phare. |       |
| Saint-Laurent                            | Place de l’an 2000                                                | Trudeau, Yves                        | Parvis et portail #22                                                            | 2000 | Aluminium, acier | 1,92 × 5,76 × 10 m                            | L'œuvre est formée de trois sections, une pyramide en aluminium sur laquelle sont gravés les mots culture, technologie, industrie, commerce, prospérité et abritant un coffre contenant 150 objets proposés par les citoyens; une sculpture composée de deux éléments verticaux orientés dans des directions opposées afin de pointer l'ancien et le nouveau secteur de Ville Saint-Laurent; un soc de charrue rouillé qui évoque le passé rural de la ville. |       |
| Ville-Marie                              | Parc du Mont-Royal                                                | Vaillancourt, Armand                 | La force                                                                         | 1964 | Fonte | 2,44 × 5,33 × 2,75 m                          | La sculpture abstraite évoque un assemblage de pierres et la force qui les anime. |       |
| Plateau-Mont-Royal                       | Square Saint-Louis                                                | Vaillancourt, Armand                 | La sainte Trinité                                                                | 1965 | Fonte, époxy, acier | 1,30 × 0,90 × 1,65 m                          | L'œuvre est composée de trois fragments métalliques industriels récupérés et présentés sur des socles comme des sculptures. |       |
| Rosemont–La Petite-Patrie                | Jardin botanique                                                  | Vaillancourt, Armand                 | Rectangle                                                                        | 1965 | Béton, acier, verre, pierre | 2,45 × 1,24 × 0,85 m                          | La sculpture est un rectangle de béton aux textures et motifs variés, avec des incrustations de morceaux de verre, de pierres et d'armatures de métal. |       |
| Plateau-Mont-Royal                       | Square Saint-Louis                                                | Vaillancourt, Armand                 | Sans titre                                                                       | 1972 | Fonte, peinture | 0,97 × 1,67 × 1,83 m                          | L'œuvre est faite d'une masse de fonte aux formes irrégulières et à la surface texturée, déposée sur une base de poutres de bois. |       |
| Saint-Léonard                            | Parc Saint-Léonard                                                | Vaillancourt, Armand                 | Justice et paix                                                                  | 1986 | Calcite, acier, peinture | 3,60 × 3 × 5,70 m                             | L'œuvre est composée de deux masses de calcite et de deux échelles d’acier. Sur les pierres sont gravées les portées musicales et les paroles de deux vers de la chanson de Raymond Lévesque Quand les hommes vivront d'amour et une phrase en italien, « Noi siamo con voi » (« Nous sommes avec vous »). |       |
| Verdun                                   | Parc Labelle                                                      | Valade, Dominique                    | L'argoulet                                                                       | 1985 | Granit | 5,50 × 1,30 × 2,42 m                          | Il s'agit d'une sculpture formée de blocs et de plaques en granit poli, de diverses dimensions et de formes géométriques, superposés les uns au-dessus des autres, symbolisant le passé le présent et l'avenir. |       |
| Lachine                                  | Parc René-Lévesque                                                | Valade, Dominique                    | Les cariatides                                                                   | 1988 | Acier, granit, gravier, végétaux                                                                                               | 2,62 × 6,10 × 17,23 m                         | L'œuvre est une installation en forme de jardin dans lequel le promeneur peut déambuler et composée d'éléments de pierre et d'acier découpé qui laissent entrevoir de silhouettes. |       |
| Saint-Laurent                            | Parc Caron                                                        | Valade, Dominique                    | Les dos blancs                                                                   | 1990 | Calcaire, granit, aluminium, ciment                                                                                            | 2,51 × 3,50 × 9,30 m                          | L'œuvre une installation composée de plaques de métal découpée et de pierres façonnées comme des silhouettes, évocation des premiers habitants de la ville. |       |
| Lachine                                  | Parc Summerlea                                                    | Valade, Dominique                    | Le portage                                                                       | 1992 | Acier, granit, briques, pigments, végétaux                                                                                     | 2,65 × 2,60 × 8 m                             | L'œuvre se compose de quatre piliers de pierre sur lesquels sont sculptées différentes figures en bas-relief (jambes, castor, lièvre, chevreuil, ours, aile d'oiseau). Au sol, des silhouettes de poissons sont gravées sur des dalles de pierre. L'ensemble est une évocation de la navigation sur les rapides de Lachine et le portage des canots pour les franchir. |       |
| Mercier–Hochelaga-Maisonneuve            | Planétarium Rio Tinto Alcan de Montréal                           | Van der Heide, Herman J.             | Cadran solaire (en)                                                              | 1967 | Acier, aluminium | 3,50 × 3,60 × 3,60 m                          | Sculpture représentant un cadran solaire stylisé et dûment fonctionnel. |       |
| Lachine                                  | Parc René-Lévesque                                                | Vazan, Bill                          | Story Rock                                                                       | 1986 | Pierre | 2,44 × 2,40 × 2,20 m                          | Sur la surface d'une énorme pierre sont gravés une série de symboles et de figures comme des traces d'une ancienne civilisation. |       |
| Lachine                                  | Parc Summerlea                                                    | Vazan, Bill                          | Le navigateur                                                                    | 1992 | Granit | 3,50 × 6,20 × 2,45 m                          | L'œuvre se compose de quatre pierres sur lesquels sont gravés des points formant une sorte de cartographie céleste, rappel des repères qui servaient autrefois aux navigateurs |       |
| Lachine                                  | Parc René-Lévesque                                                | Vazan, Bill                          | Vortexit II                                                                      | 2009 | Granit, gravier | 2,70 × 10,50 × 14,40 m                        | Il s'agit d'une installation composée de plusieurs éléments en pierre gravés de divers symboles et disposés à la manière d'un monument préhistorique. |       |
| Ville-Marie                              | Lac aux Castors                                                   | Vermette, Claude                     | Murale extérieure                                                                | 2006 | Métal, pigments | 1,83 × 3,61 m                                 | Ensemble de cinq murales disposées sur les murs extérieurs du pavillon et peintes de couleurs vives, rouge, orange et jaune. |       |
| Rosemont–La Petite-Patrie                | Parc Jean-Duceppe                                                 | Viger, Louise                        | Des lauriers pour mémoire, Jean Duceppe 1923-1990                                | 2009 | Acier | 2,40 × 11,30 m                                | La sculpture est formée de deux pans de lattes métalliques dessinant des motifs, en hommage à l'action artistique et aux valeurs de l'homme de théâtre Jean Duceppe. |       |
| Rosemont–La Petite-Patrie                | Place Hector Prud'homme                                           | Viger, Louise                        | Une architecture d'air                                                           | 2015 | Acier galvanisé | 2,00 × 1,50 m                                 | Robe de mariée stylisée avec un corsage rouge, la sculpture évoque, à l'entrée de la Plaza Saint-Hubert, les nombreux magasins de robes de mariée sur l'artère commerciale. |       |
| Le Sud-Ouest                             | Square Saint-Henri                                                | Vincent, Joseph-Arthur               | Monument à Jacques Cartier                                                       | 1893 | Bronze, acier, fonte | 9,14 × 3,60 m                                 | Sculpture-fontaine en l'honneur de l'explorateur Jacques Cartier. Le monument est divisé en plusieurs parties, dont la partie centrale qui relate différents épisodes de la vie de Cartier. Au sommet, une statue le représente avec la main gauche pointée vers l'Ouest. |       |
| Rosemont–La Petite-Patrie                | Jardin botanique                                                  | Vivot, Léa                           | Le banc des amoureux                                                             | 1976 | Bronze | 1,84 × 2,40 × 1,50 m                          | Trois personnages nus sont assis sur un banc sur lequel sont gravées des phrases de personnalités célèbres sur l'amour. |       |
| Ville-Marie                              | 2000 McGill College                                               | Vivot, Léa                           | Le banc du secret                                                                | 1989 | Bronze |                                               | Sur un banc, un jeune homme tenant une pomme dans sa main chuchote à l'oreille d'une jeune fille. |       |
| Ville-Marie                              | Place du Canada                                                   | Wade, George Edward                  | Monument à Sir John A. Macdonald                                                 | 1895 | Bronze, granit | 18 × 4,86 × 4,32 m                            | Monument en l'honneur de Sir John Alexander Macdonald, ancien Premier ministre du Canada. |       |
| Ville-Marie                              | Rue Sherbrooke                                                    | White, Céline et Jean-Guy            | BleuCycle                                                                        | 2012 | Bronze, acier |                                               | L'œuvre présente un père tenant sa bicyclette et sa fille contemplant leur reflet au-dessus d'un plan d'eau, évocation de Montréal en tant qu'île. |       |
| LaSalle                                  | Boulevard Lasalle                                                 | Widgery, Catherine                   | Wind Boat                                                                        | 1990 | Acier galvanisé, aluminium | 7,62 × 1,83 × 1,48 m                          | L'œuvre évoque les pylônes électriques, les phares, les moulins à vent, les bateaux et la navigation. |       |
| Lachine                                  | Parc René-Lévesque                                                | Widgery, Catherine                   | The Passing Song                                                                 | 1992 | Acier, béton | 4,56 × 7,44 m                                 | L'œuvre est un dôme métallique soutenu par des perches et constitué de découpes représentant des peaux de castor. Cette sculpture possède également des propriétés acoustiques en amplifiant la voix et le vent. |       |
| Outremont                                | Place Kate-McGarrigle                                             | Wilson, Robert                       | Kate & Nora                                                                      | 2013 | Acier inoxydable | 1 × 0,90 × 0,45 m                             | L'œuvre se présente comme deux chaises blanches reliées et qui permet à deux personnes de s’asseoir côte à côte, en sens opposé. |       |
| Rosemont–La Petite-Patrie                | Jardin botanique                                                  | Winant, Alice                        | The First Jewel                                                                  | 1973 | Bronze | 1,72 × 1,15 × 0,70 m                          | Cette sculpture représente une jeune fille au torse nu, coiffée d’un foulard et drapée autour de la taille. Elle admire un collier de perles tendu entre ses mains. |       |
| Ville-Marie                              | Parc du Mont-Royal                                                | Witebsky, Shirley                    | Sans titre                                                                       | 1964 | Calcaire | 1,97 × 1,82 × 0,84 m                          | La sculpture monolithique abstraite aux angles arrondis et perforée de quatre ouvertures est déposée sur un bloc rectangulaire. |       |
| Ville-Marie                              | Square Victoria                                                   | Wood, Marshall                       | Monument à la reine Victoria                                                     | 1869 | Bronze, granit | 11,90 × 4,37 × 4,37 m                         | Monument en l'honneur de la reine Victoria représentée à l'âge de 18 ans au moment de son accession au trône. |       |
| Le Sud-Ouest                             | Rue Notre-Dame Ouest                                              | Michel de Broin                      | Dendrites                                                                        | 2017 | Acier | Deux éléments (6 et 8 mètres de haut)         | Deux sculptures en escalier avec de grands porte-à-faux en acier tels deux arbres à l’allure industrielle rappelant l'ancienne vocation du quartier. |       |
| Le Sud-Ouest                             | Place des Arrimeurs                                               | Marie-Michelle Deschamps             | Réciprocités                                                                     | 2022 | Acier inoxydable, bronze | Dimensions diverses                           | Rappelant l'asclépiade, l'installation évoque les plantes qui poussaient au début de l'industrialisation de Griffintown. |       |
| Le Sud-Ouest                             | Rue Smith                                                         | Yann Pocreau                         | Les Voiles (Seolta)                                                              | 2019 | Bronze, acier inoxydable, miroir                                                                                               | Dimensions diverses                           | Les formes, les matériaux et le miroir reflète la diversité du quartier, à l'origine irlandais, et du patrimoine industriel. |       |
| Ahuntsic-Cartierville                    | Parc Basile-Routhier                                              | Claude Des Rosiers                   | Marie Gérin-Lajoie                                                               | 2021 | Pierre | 1,5 m de haut                                 | Hommage à Marie Gérin-Lajoie. |       |
| Ahuntsic-Cartierville                    | Rue Lajeunesse                                                    | Jordi Bonet                          | L'Homme Soleil                                                                   | 1975 | Bronze | 256 × 128 × 6 cm                              | Un corps humain stylisée semblable à un arbre de vie, entouré de 8 soleils. |       |